# Guerres des Diadoques
Batailles
Guerres des Diadoques
- Hellespont
- Orcynia
- Crétopolis
- Paraitacène
- Gabiène
- Gaza
- Guerre babylonienne
- Salamine de Chypre
- Rhodes
- Ipsos
- Couroupédion

Les guerres des Diadoques sont les conflits qui interviennent pour le partage de l'empire d'Alexandre le Grand, mort en 323 av. J.-C., entre ses successeurs ou Diadoques. Elles se déroulent de 322 à 281 (bataille de Couroupédion) avec des périodes de trêve. Elles opposent dans un premier temps le régent Perdiccas aux « forces centrifuges » dont Ptolémée, Séleucos et Antigone, les principaux satrapes macédoniens. Elles opposent ensuite les Antigonides, candidats à un empire eurasiatique, à une coalition regroupant Ptolémée, Séleucos, Lysimaque et Cassandre, bientôt devenus rois, tandis que les héritiers légitimes d'Alexandre sont éliminés. En Europe, elles mettent en jeu la succession d'Antipater, alors que certaines cités grecques luttent toujours contre l'hégémonie de la Macédoine.
Les guerres des Diadoques aboutissent finalement à une division de l'empire d'Alexandre entre les dynasties antigonide, lagide et séleucide.

## L'impossible succession d'Alexandre

### Problème du partage de l'empire

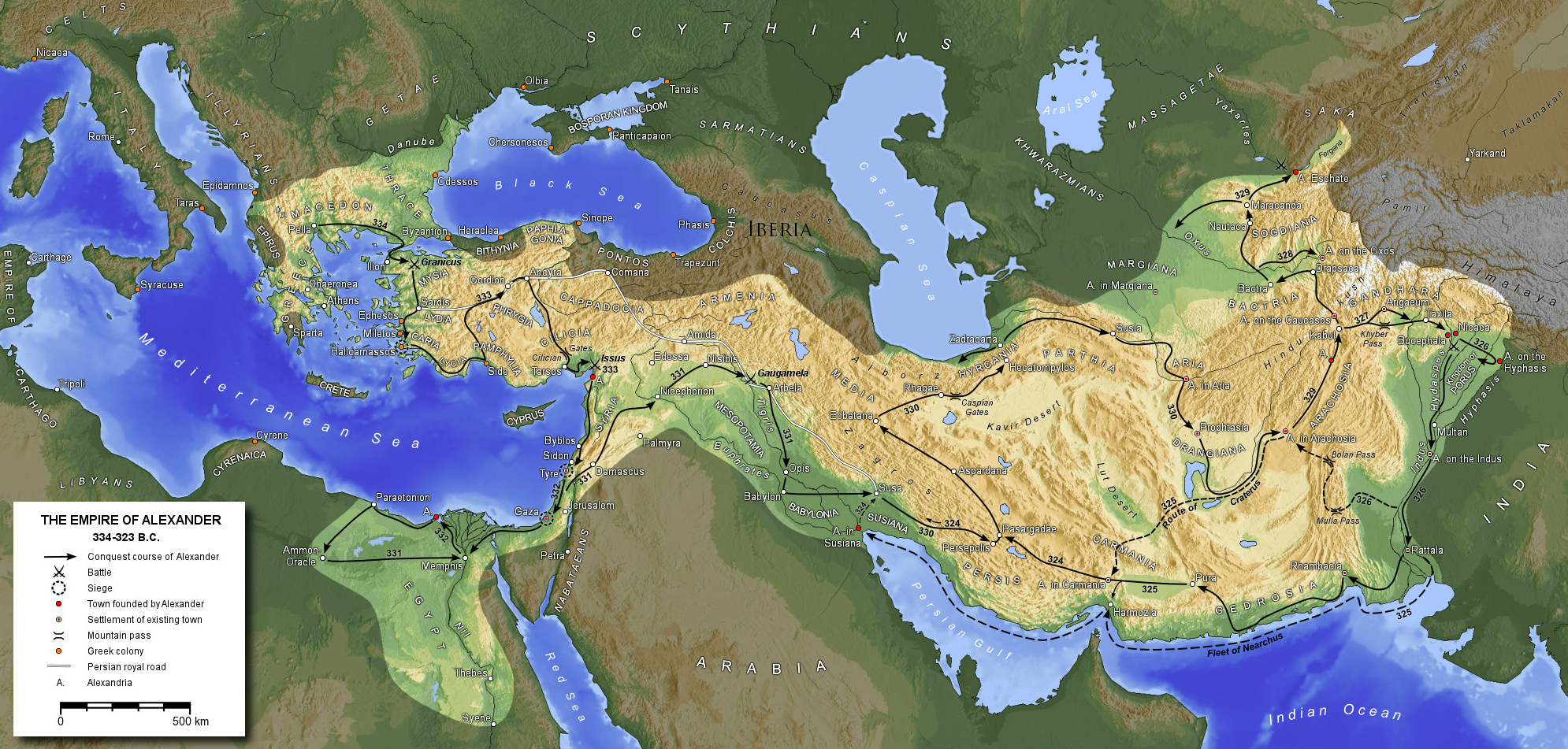
L'empire d'Alexandre le Grand.

#### D'immédiates difficultés
Lorsque Alexandre le Grand meurt le 11 juin 323 av. J.-C. à Babylone, aucun de ses compagnons d'armes ne songe encore à diviser l'empire. Tout d'abord parce que le roi défunt a des héritiers légitimes et que le loyalisme à l'égard de la dynastie des Argéades est encore fort, sinon chez les généraux, du moins chez les soldats. L'idée d'un empire unique subsiste une bonne vingtaine d'années et résiste aux « forces centrifuges » jusqu'à la défaite finale d'Antigone le Borgne en 301. D'ailleurs, bien après le démembrement de l'empire d'Alexandre, le souvenir de celui-ci reste vivace. Il inspire encore les ambitions de certains souverains, tel le roi séleucide Antiochos III à la fin du IIIe siècle.
Alexandre a pris la précaution au début de son règne de faire le vide parmi la nombreuse parentèle masculine de son père, Philippe II. De celle-ci ne demeure que son demi-frère Arrhidée, réputé déficient mental, qu'Alexandre garde à ses côtés. Au moment de la mort d'Alexandre, Roxane est sur le point d'accoucher. Dans un premier temps, deux conceptions s'affrontent au sein du conseil des Amis (philoi) et des Gardes du corps (sômatophylaques) qui suit la mort du roi. Certains, dont Perdiccas, privilégient l'option visant à renforcer le pouvoir central et à l'organiser fortement. Ptolémée et d'autres Diadoques souhaitent au contraire la constitution d'une assemblée de satrapes se réunissant épisodiquement, structure assez lâche qui revient à donner une forte autonomie aux provinces et à ceux qui les dirigent. Dans les deux cas, il est pris la décision d'attendre la naissance de l'enfant de Roxane : si c'est un fils, il sera roi. Perdiccas et Léonnatos, auxquels le conseil prête serment, sont désignés tuteurs provisoires de l'enfant à naître.
C'est sans compter les fantassins de la phalange qui acceptent mal la politique de fusion des cultures prônée par Alexandre et qui le lui ont déjà signifié dans le passé, comme le montre la sédition d'Opis en 324. L'idée que le futur roi puisse être à demi-iranien par sa mère provoque l'opposition de la phalange. De plus, Méléagre, officier envoyé par le conseil pour négocier auprès des soldats, joue sa carte personnelle et se range à l'avis de ces derniers. Il semble que l'on soit très près de l'affrontement, les Diadoques et la cavalerie devant même quitter un temps Babylone, mais un compromis est finalement trouvé grâce au chancelier d'Alexandre, Eumène de Cardia, qui profite de son statut de non-Macédonien pour œuvrer à une conciliation. Le demi-frère d'Alexandre est proclamé roi sous le nom de Philippe III. Pour autant les droits de l'enfant à naître sont préservés ; c'est un fils qui à sa naissance est proclamé roi sous le nom d'Alexandre IV.

#### Accords de Babylone (juin 323 av. J.-C.)

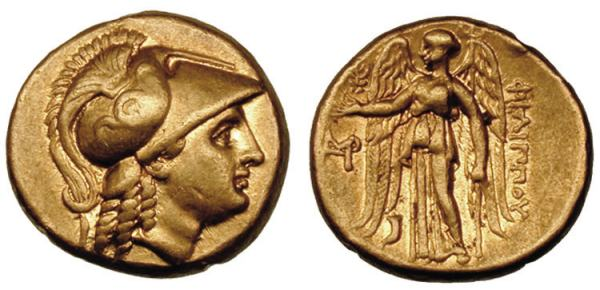
Statère à l'effigie de Philippe III.

Aucun des deux rois n'étant apte à assumer les obligations du trône, une répartition des postes s'organise au sein du conseil de Babylone. Perdiccas est désigné chiliarque de l'empire (équivalent du vizir achéménide) et épimélète (gouverneur) du royaume. Cratère, l'officier en qui sans doute Alexandre a le plus confiance après Héphaistion, devient prostatès (tuteur) de Philippe III, épileptique et déficient mental ; il n'est cependant pas à Babylone, mais en Cilicie avec 50 000 vétérans sur la route du retour en Europe. Antipater conserve la régence de la Macédoine, alors qu'Alexandre a pris la décision, peu de temps avant sa mort, de le remplacer par Cratère. Cassandre, le fils d'Antipater, arrivé à Babylone peu avant la mort du roi, est placé à la tête du bataillon des hypaspistes. Séleucos reçoit quant à lui le titre d'hipparque qui lui offre le commandement de la cavalerie des Compagnons, un poste prestigieux qu'ont exercé avant lui Héphaistion et Perdiccas. Le choix de Perdiccas comme chiliarque peut s'expliquer par le fait qu'il exerce déjà cette charge auprès d'Alexandre (mais sans le titre), et c'est à lui que le roi à l'agonie aurait confié, selon les auteurs de la vulgate, l'anneau royal dont le sceau authentifie les actes de souveraineté. Perdiccas devient officiellement chiliarque ; mais la tutelle des rois, qui lui échappe, est confiée à Cratère. Afin de marquer sa nouvelle autorité, Perdiccas fait rapidement exécuter Méléagre parmi une trentaine d’insurgés de la phalange.
Finalement, la répartition des fonctions « impériales » aboutit à la formation d'une sorte de triumvirat entre Perdiccas, Antipater et Cratère ; mais ce triumvirat reste théorique car les deux derniers, alors loin de Babylone, n'ont pas été consultés et que les événements briseront rapidement cet accord.

#### Répartition des satrapies
Les accords de Babylone (juin 323 av. J.-C.) se traduisent par un vaste renouveau à la tête des satrapies que l'on peut résumer ainsi, :
- Ptolémée reçoit l'Égypte, la satrapie la plus riche et la plus peuplée, pour laquelle il a des ambitions depuis longtemps ;
- Antigone est confirmé à la tête de la Phrygie qu'il gouverne depuis 333 et obtient en plus la Lycie et la Pamphylie[6] ;
- Lysimaque reçoit la Thrace, prise à Antipater, où il se rend rapidement pour faire face à des révoltes[N 3] ;
- Léonnatos reçoit la Phrygie hellespontique ;
- Peithon reçoit la Médie ;
- Peucestas reçoit la Perside ;
- Philotas (à distinguer de nombreux homonymes) reçoit la Cilicie ;
- Archon reçoit la Babylonie ;
- Asandros reçoit la Carie ;
- Atropatès, un des rares Asiatiques à rester en poste, conserve la Petite Médie, qui prend le nom de Médie « Atropatène » ;
- Eumène de Cardia reçoit la Cappadoce et la Paphlagonie, à condition de les conquérir car ces deux territoires n'ont pas été soumis par Alexandre.

L'examen d'une liste exhaustive fait apparaître la nette prépondérance des Macédoniens. On remarque en effet peu de Grecs (le cas d'Eumène, qui doit s'emparer des territoires qui lui sont attribués, est particulièrement éloquent) et quelques Orientaux parmi les satrapes et souverains qu'Alexandre avaient maintenus en poste, tels Poros et Taxilès en Inde ou Oxyartès dans le « pays des Paropamisades », sa qualité de beau-père d'Alexandre le rendant intouchable. Le partage des satrapies est à considérer sous un double point de vue. Pourquoi tout d'abord dépêcher tant d'officiers de premier plan aux quatre coins de l'empire ? De plus, le choix des bénéficiaires a-t-il une signification particulière ? Il est souvent estimé, au vu de la destinée de Ptolémée ou de Séleucos, que ce sont les Diadoques qui ont exigé cette répartition des satrapies. Cela dit, et sans écarter les ambitions à long terme de certains, ils se gardent bien d'en faire état. Officiellement, c'est la sauvegarde de l'empire qui prime et la désignation d'officiers prestigieux dans les provinces d'un empire encore fragile s'impose. Perdiccas n'est sans doute pas non plus mécontent de voir s'éloigner des rivaux en puissance, rendus encore plus méfiants depuis l'exécution de Méléagre. Les écarter présente des risques à long terme, mais lui donne dans l'immédiat le temps de consolider son pouvoir.

#### Soulèvement de la Bactriane (323-322 av. J.-C.)
La crise qui oppose les Diadoques à la phalange n'est pas la seule qui survient au lendemain de la mort d'Alexandre. En Bactriane éclate rapidement une révolte des colons gréco-macédoniens, installés par Alexandre dans des colonies militaires — plus ou moins disciplinaires — afin de protéger cette marge particulièrement vulnérable, et qui, se considérant comme exilés, réclament leur rapatriement depuis 325 av. J.-C.. Après la mort du souverain, ce mouvement prend de l'ampleur et se combine apparemment avec un soulèvement des Bactriens. Les rebelles forment une armée estimée à 20 000 fantassins et 3 000 cavaliers. Perdiccas met alors sur pied une armée formée de Macédoniens tirés au sort, car ceux-ci rechignent à retourner dans les terres de Haute Asie, et de troupes orientales levées dans les satrapies. Il charge Peithon, satrape de Médie de réduire l'insurrection ; mais, contrairement aux ordres de Perdiccas qui a demandé l'extermination des insurgés, Peithon accepte leur capitulation car il entend faire d'eux la base de son pouvoir personnel. Cependant les soldats macédoniens ne respectent pas cet accord et massacrent impitoyablement tous les colons. La Bactriane est alors confiée au satrape d'Arie-Drangiane, le Chypriote Stasanor, qui prend ainsi le contrôle d'une vaste région.

#### Guerre lamiaque (322 av. J.-C.)
Immédiatement après la mort d'Alexandre, le principal danger pour les Diadoques vient de Grèce où une révolte éclate contre l'hégémonie macédonienne sous la conduite d'Athènes, dont il s'agit de la dernière grande intervention militaire de son histoire. L'événement déclencheur de ce conflit, outre la mort d'Alexandre, est le décret qui ordonne aux cités le retour des bannis : Athènes est notamment obligée d'abandonner la clérouquie de Samos. Le retour en Grèce de nombreux mercenaires suscite également l'agitation. La guerre est alors soutenue par le parti démocratique d'Hypéride, ancien compagnon de lutte de Démosthène. Une vaste coalition dirigée par Léosthène, un chef mercenaire athénien, rassemble, outre la cité attique, l'Étolie, la Locride, la Phocide et la Thessalie. Léosthène, commandant énergique, dispose d'une forte troupe de mercenaires et d'une partie du trésor d'Harpale.
À la fin de l'année 323 av. J.-C., Léosthène est vainqueur en Béotie, puis il s'empare des Thermopyles et contraint Antipater, le régent de Macédoine, à s'enfermer dans la cité de Lamia, d'où provient le nom de « guerre lamiaque ». La mort de Léosthène sous les murs de cette cité n'entame pas la combativité des Grecs qui, grâce à la cavalerie thessalienne, défont le satrape nouvellement nommé de Phrygie hellespontique, l'ambitieux Léonnatos, lequel trouve la mort aux pieds des remparts de Lamia. Néanmoins l'arrivée des renforts permet à Antipater d'évacuer Lamia, tandis que la flotte athénienne est vaincue au large d'Amorgós début 322.
La venue de Cratère, à la tête de vétérans des campagnes d'Asie, retourne définitivement la situation en faveur des Macédoniens. Les Grecs sont battus en août 322 à la bataille de Crannon en Thessalie et la coalition se délite. La répression est particulièrement sévère. Hypéride est exécuté et Démosthène se suicide dans l'île de Calaurie (actuelle Poros) au large de l'Argolide, au moment où il est capturé ; une garnison macédonienne s'installe au Pirée ; la démocratie est une fois de plus renversée . Antipater et Cratère se préparent à poursuivre les Étoliens retirés dans leurs montagnes quand leur attention est détournée par les événements d'Asie. Cette campagne avortée permet aux Étoliens d'accroître la puissance de leur confédération qui sera amenée à jouer un rôle de premier plan au IIIe siècle av. J.-C..

#### Conquêtes de la Cappadoce et de la Cyrénaïque
La vitalité militaire du jeune empire n'est pas entamée par la mort d'Alexandre. Ainsi l'année 322 av. J.-C., qui voit se terminer la guerre lamiaque, est marquée par la soumission de la Cappadoce et l'annexion de la Cyrénaïque.
La Cappadoce, restée indépendante sous la domination d'Ariarathe, est attribuée au partage de Babylone à Eumène de Cardia, le chancelier d'Alexandre, ainsi que la Paphlagonie et les pays du Pont-Euxin jusqu'à Trapézonte,. Mais Léonnatos, qui doit mener la conquête, préfère porter secours à Antipater et trouve la mort pendant la guerre lamiaque ; Antigone, appelé à la rescousse, refuse de s'en charger. C'est donc Perdiccas en personne qui dirige l'expédition. Accompagné de Philippe III, il marche contre la Cappadoce à la tête de l'armée royale,. Ariarathe a mis sur pied une troupe de 30 000 fantassins et de 5 000 cavaliers. Cet effectif imposant ne doit pas surprendre car la Cappadoce et la Paphlagonie sont traditionnellement des terres de recrutements, notamment de cavaliers. Il semble par ailleurs qu'Ariarathe ne paie pas de tribut, ni à Darius III ni à Alexandre. Perdiccas défait Ariarathe, en une ou deux batailles, les pertes du dynaste cappadocien s'élevant à 4 000 tués et à 5 000 prisonniers. Ariarathe est capturé et mis en croix, châtiment que les Achéménides réservent aux rebelles, puis la ville de Laranda est prise ainsi que l'Isaurie, mais sans que le Pont-Euxin soit atteint. Perdiccas accorde une amnistie aux Cappadociens insoumis et établit Eumène à la tête de sa satrapie.
Ptolémée parvient quant à lui en Égypte à la fin de l'année 323 (octobre ou novembre). Il se confronte immédiatement à Cléomène de Naucratis qui a été chargé par Alexandre de l'administration financière du pays et dont il est devenu de fait le satrape. Il semble que Cléomène ait été maintenu par Perdiccas pour seconder, et sans doute espionner, Ptolémée. Celui-ci élimine rapidement le problème en accueillant avec attention les accusations d'exactions portées contre Cléomène par les Égyptiens, accusations semble-t-il fondées. Cléomène est alors exécuté. Débarrassé de son rival, Ptolémée se tourne vers la Cyrénaïque. Cyrène est en effet agitée par des troubles politiques entre diverses factions tandis qu'un mercenaire spartiate, Thibron, celui-là même qui a tué Harpale en Crète, s'est emparé du pouvoir. Chassé de la ville par l'un de ses lieutenants, il assiège celle-ci laquelle, pour compliquer les choses, connaît une révolution démocratique. Certains oligarques se réfugient auprès de Ptolémée et parviennent à le convaincre de profiter de la situation. Le compagnon d'armes de Ptolémée, Ophellas, est envoyé avec une armée et écrase les Cyrénéens, entre-temps réconciliés avec Thibron. Thibron est capturé puis exécuté. Ophellas devient alors le gouverneur de la Cyrénaïque pour le compte de Ptolémée (fin 322).

### Première guerre des Diadoques (322-319 av. J.-C.)

#### Facteurs du conflit

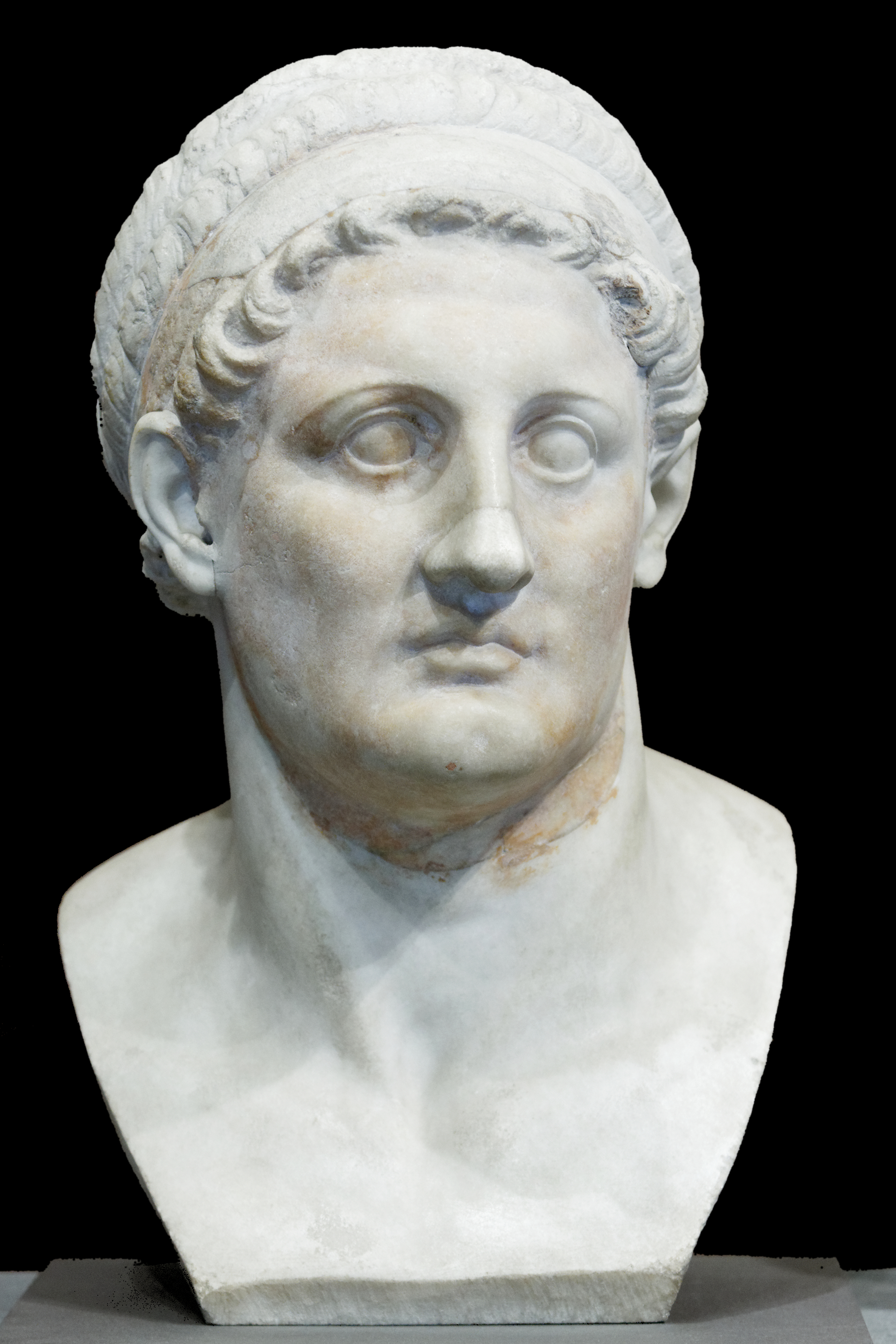
Buste de Ptolémée,, musée du Louvre.

Depuis la mort d'Alexandre, la royauté argéade est représentée par un faible d'esprit et un enfant, alors que plus de trente années de guerres depuis le règne de Philippe II ont développé dans la noblesse macédonienne de fortes personnalités. Mais le démembrement de l'empire ne résulte pas seulement du choc d'ambitions individuelles. Cet empire, composé de parties disparates, semble trop vaste pour être gouverné par une autorité centrale. À partir du moment où cette autorité centrale est divisée, les « forces centrifuges » (langues, cultures, intérêts, éloignement, etc.) entament le morcellement. L'émiettement de l'empire n'est donc pas un phénomène voulu explicitement au départ par les Diadoques. Ceux-ci, depuis le partage de Babylone, cherchent surtout à s'assurer une certaine autonomie et à ne souffrir personne de plus puissant qu'eux. Dès que l'un des Diadoques semble en mesure de restaurer à son profit la puissance impériale, une coalition des autres généraux met fin à ses ambitions. Perdiccas n'est que le premier à faire les frais de cette situation.
Perdiccas, à qui une ambition démesurée procure beaucoup d'ennemis, voit par le partage de Babylone s'éloigner les plus fortes personnalités (Ptolémée, Antigone, Cratère). Il fait par ailleurs rapidement exécuter Méléagre, le commandant de la phalange, que son comportement lors du partage a rendu suspect. En 322 av. J.-C., il vient en aide à Eumène de Cardia dans la conquête de la Cappadoce après les refus de Léonnatos et d'Antigone. Le succès de cette campagne accroissent le prestige et les ambitions du chiliarque. Enfin, il usurpe au populaire Cratère, parti porté secours à Antipater pendant la guerre lamiaque, le titre de prostatès des rois. Pour autant certains historiens considèrent que Perdiccas n'a pas usurpé la prostasia car elle lui a été confiée par l'Assemblée des Macédoniens après la conquête de la Cappadoce, d'autant plus que les rois sont alors en Asie et non en Macédoine.

#### Querelles matrimoniales
Des querelles matrimoniales viennent complexifier davantage la situation. En effet, Antipater cherche à faire épouser ses trois filles à Perdiccas, Cratère et Ptolémée. C'est ainsi que Perdiccas est censé épouser Nikaia. Or Antipater s'est fait une ennemie en la personne d'Olympias ; la reine-mère fait d'ailleurs circuler des rumeurs accusant ses fils, Cassandre et Iollas, d'avoir empoisonné Alexandre. Olympias, qui cherche également à se débarrasser de Philippe III, invite Perdiccas en Macédoine afin d'épouser sa fille Cléopâtre, veuve d'Alexandre le Molosse. Olympias est persuadée que le prestige des princesses argéades, associé au fait que Perdiccas puisse faire figure d'héritier légitime, pourra lever tous les obstacles, surtout si Perdiccas amène avec lui la dépouille d'Alexandre pour la déposer à Aigai. Pour Perdiccas, la perspective de devenir l'oncle du petit Alexandre IV est séduisante, Philippe II étant arrivé au pouvoir en tant qu'oncle et tuteur d'Amyntas IV.
Mais l'attitude de Perdiccas est équivoque. Il consent dans un premier temps à épouser Nikaia, qui vient d'arriver en Asie, pensant pouvoir encore s'accommoder avec Antipater. Mais lorsqu'Antigone, lequel a refusé d'apporter son concours à Eumène dans la conquête de la Cappadoce, se réfugie auprès d'Antipater et de Cratère (322 av. J.-C.), il comprend que l'arrangement avec Antipater ne tiendra pas. Il rompt alors avec Nikaia et épouse Cléopâtre qui, elle aussi, est parvenue en Asie. Dans le même temps, Eurydice qui doit épouser Philippe III, arrive en Asie accompagnée de sa mère, Cynané, avec une petite armée. Probablement sur les conseils d'Olympias, Perdiccas veut empêcher ce mariage. Il envoie donc son frère Alcétas la combattre mais les soldats macédoniens refusent de porter les armes contre une princesse argéade. Alcétas fait tout de même exécuter Cynané. Une mutinerie des soldats obtient que Perdiccas autorise le mariage d'Eurydice avec Philippe III. À cette date, Perdiccas dont le meurtre de Cynané est la seule véritable forfaiture, s'est fait de nombreux ennemis.

#### Échec de Perdiccas en Égypte
Antipater et Cratère, qui viennent d'en finir avec la guerre lamiaque à l'été 322 av. J.-C., signent une paix hâtive avec les Étoliens et établissent une alliance avec Ptolémée dont l'hostilité à Perdiccas est connue et qui est parvenu à s'établir fermement en Égypte après l'exécution de son prédécesseur Cléomène de Naucratis. Par ailleurs Ptolémée s'empare en Syrie de la dépouille d'Alexandre en achetant Arrhabée, l'officier chargé du convoyage vers la Macédoine, et la rapatrie à Memphis en attendant le tombeau qu'il lui prépare à Alexandrie. Pour autant la portée politique de cet événement ne doit pas être surévaluée car les sources restent confuses au sujet de l'endroit où doit être réellement enseveli Alexandre : peut-être que les Diadoques, qui se seraient entendus sur ce sujet, estiment que c'est en Égypte que la dépouille serait la moins dangereuse. Dans le même temps, lassée par les atermoiements de Perdiccas, Cléopâtre refuse désormais de se marier avec lui, sans doute sur les conseils de sa mère Olympias furieuse du mariage d'Eurydice avec Philippe III, qui lui apparaît comme une menace.
Début 321 av. J.-C., Perdiccas, alors en Pisidie, choisit de marcher contre Ptolémée car la position d'Antipater et de Cratère est solide en Macédoine. Il laisse en Asie Mineure son frère, Alcétas et Eumène de Cardia afin de les contenir. Cependant Perdiccas sous-estime son adversaire. Ptolémée a été l'un des meilleurs officiers d'Alexandre ; de plus son humilité, contrairement à la morgue de Perdiccas, le rend populaire auprès des Macédoniens. Enfin la frontière orientale du delta du Nil est relativement facile à défendre. Perdiccas échoue devant Péluse, puis il tente en vain de faire passer le Nil à son armée. Il perd 2 000 hommes dans cet échec qui sonne le glas de sa tentative. Une conjuration éclate parmi ses officiers. Il est assassiné sous sa tente par Antigénès, Peithon et Séleucos. Ptolémée est suffisamment avisé pour ne pas prendre le titre de chiliarque en lieu et place de Perdiccas. Il confie à Peithon et Arrhabée la charge de veiller sur les deux rois et attend l'arrivée d'Antigone, Cratère et Antipater.

#### Guerre en Anatolie (321 av. J.-C.)

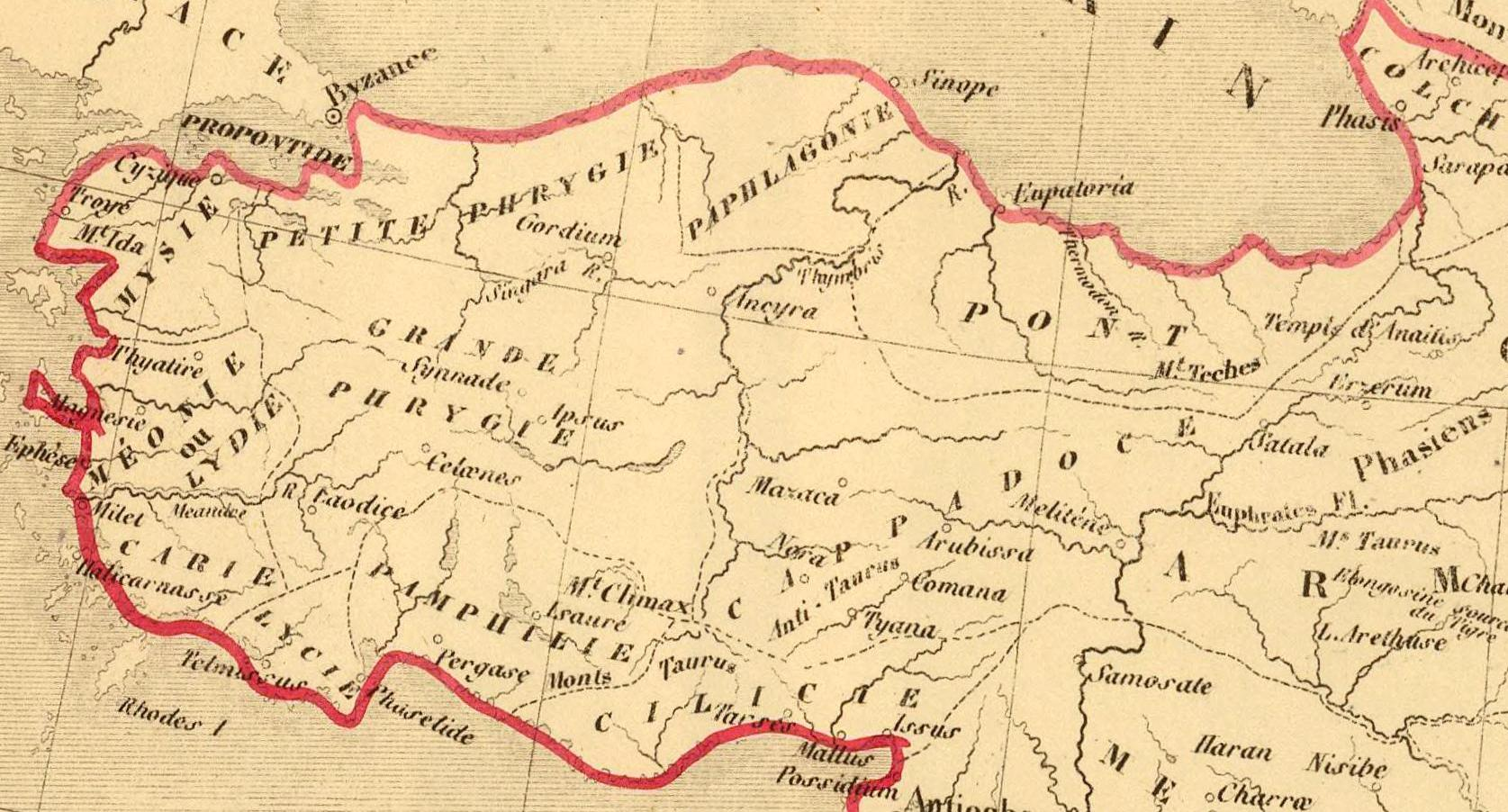
L'Asie Mineure au temps des Diadoques.

Au printemps 321 av. J.-C., Antigone débarque ses troupes à Éphèse tandis qu'Antipater et Cratère traversent l'Hellespont. Eumène doit alors quitter la Phrygie ; il se réfugie dans sa satrapie de Cappadoce et alerte Perdiccas du débarquement d’Antipater. Le chiliarque, alors stationné en Cilicie avec les rois, décide de marcher sur l'Égypte,, tandis qu'Eumène est chargé de défendre l'Asie Mineure contre le régent d’Europe et ses alliés. Le titre de stratège autokrator donne à Eumène le commandement des armées d'Asie Mineure qui sont à cette époque sous le contrôle d'Alcétas, frère de Perdiccas, et de Néoptolème, satrape d'Arménie. Ce qui pose à Eumène de graves difficultés : Alcétas refuse d’abord de prendre part à l’expédition et se replie en Pisidie car ses soldats « auraient honte de combattre contre Antipater [et] n’avaient que bons sentiments pour Cratère »,. Par ailleurs Néoptolème, chef des hypaspistes d’Alexandre, n'a jamais témoigné de considération envers Eumène, le « scribe grec ». Néoptolème accepte donc les propositions de ralliement faites par Antipater et détourne une grande partie de la phalange macédonienne. Eumène reçoit également des ambassadeurs du régent de Macédoine mais il refuse toute négociation. Eumène parvient à intercepter la troupe de Néoptolème en Phrygie hellespontique (avril 321) et remporte la victoire en renforçant son infanterie déficiente par un fort contingent de cavaliers cappadociens. Eumène s'empare en outre des bagages de la phalange qui finit par se rallier à lui. Néoptolème parvient malgré tout à s'échapper avec une petite troupe de cavaliers et se réfugie auprès de Cratère. Antipater tente sans succès de conclure une nouvelle fois une alliance avec Eumène. Il est donc décidé que Cratère et Néoptolème marchent contre Eumène, tandis qu'Antipater doit gagner la Cilicie pour combattre Perdiccas.

#### Défaite de Cratère (321 av. J.-C.)
La bataille décisive entre adversaires et partisans de Perdiccas se serait déroulée dix jours après celle ayant opposé Eumène de Cardia et Néoptolème. Prévenu de l’arrivée imminente de Cratère, Eumène regroupe son armée en Phrygie hellespontique. Il utilise habilement le mythe d'Alexandre auprès de la troupe : « Deux Alexandre » lui seraient apparus en songe, l’un protégé par Athéna, l’autre par Déméter, et se sont livrés un combat à l’issue duquel est vaincu le protégé d’Athéna. Eumène donne donc pour mot d’ordre « Déméter et Alexandre » et demande à ses soldats de se couronner d’épis de blé, symbole de la déesse. Il semble même qu’Eumène cache à ses troupes qu’elles vont combattre Cratère en personne, bien qu’il soit plus probable qu'Eumène se contente de ne ranger sur son aile gauche aucun Macédonien car ceux-ci n’auraient effectivement pas osé combattre Cratère.
Cratère dispose de 20 000 fantassins, majoritairement Macédoniens, et de 2 000 cavaliers. Eumène lui oppose 20 000 fantassins de « toutes origines » (pantodapoi), dont les phalangites de Néoptolème, et 5 000 cavaliers grâce auxquels il compte remporter la victoire. Eumène ordonne donc à ses cavaliers orientaux de charger immédiatement l’aile droite commandée par Cratère qui trouve la mort dès le début des combats. Néoptolème est tué par Eumène lors d'un duel âprement disputé. La phalange macédonienne négocie alors une trêve laissant la victoire à Eumène. Ce dernier fait élever un trophée sur le champ de bataille, peut-être en sa qualité de Grec car cet usage ne semble pas être en vigueur chez les Macédoniens,. Étant donné leur amitié passée et le prestige de ce favori d’Alexandre, Eumène organise également une cérémonie funéraire en l’honneur de Cratère et fait rapatrier son corps en Macédoine. La trêve n'est pas respectée par les phalangites qui, ayant reçu l’autorisation de se ravitailler, profitent pour s’échapper auprès d’Antipater. Dès que l’armée d’Égypte apprend la mort de Cratère et de Néoptolème, Eumène est condamné à la peine capitale et déclaré ennemi des Macédoniens par une assemblée de l'armée. Alcétas et une cinquantaine d'officiers de Perdiccas sont également condamnés à mort.
Malgré les victoires d'Eumène en Asie Mineure, la cause de Perdiccas — et de ses partisans — est néanmoins perdue. Antigone a vaincu la flotte du chiliarque vers Chypre et Antipater, contournant Eumène, est déjà en Cilicie. Quand le résultat de la guerre en Égypte est connu, une rencontre entre les vainqueurs est décidée. Elle se déroule à Triparadisos, au nord de la Syrie en 321 av. J.-C.. Antigone est désigné stratège d'Asie par Antipater, à charge pour lui de vaincre Alcètas et Eumène en Asie Mineure.

#### Nouveau partage de l'empire (321 av. J.-C.)

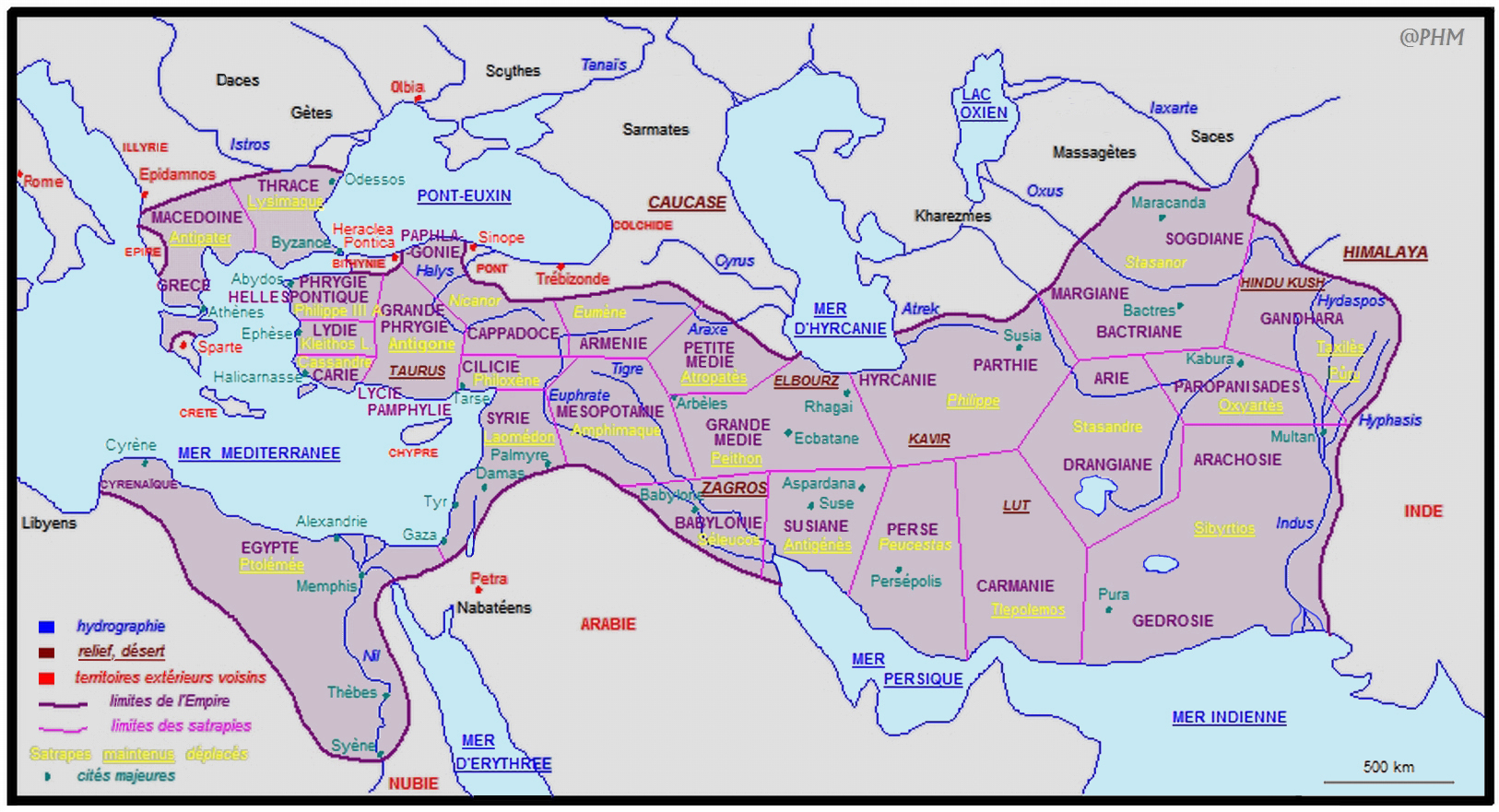
L'empire d'Alexandre après les accords de Triparadisos.

La mort concomitante de Perdiccas et de Cratère, deux des membres du triumvirat né du partage de Babylone, amène une réorganisation de l'empire au conseil de Triparadisos. La situation lors de cette rencontre est assez confuse. Il semble qu'une nouvelle mutinerie éclate, sans doute fomentée par Eurydice, qui contrairement à son mari est saine d'esprit et fort ambitieuse de surcroît. Le tuteur des rois est en effet, depuis le partage de Babylone, Cratère, bien que ce soit Perdiccas qui en a la garde effective. La mort de Cratère lui laisse, du moins le croit-elle, le champ libre. Elle tente dans un premier temps de s'imposer auprès de Peithon et Arrhabée, que Ptolémée a chargé de gouverner l'armée de Perdiccas en attendant la rencontre avec les autres Diadoques. Son échec ne la décourage pas et elle est très probablement à l'origine de la mutinerie qui éclate à Triparadisos contre Antipater. Eurydice utilise le mécontentement de l'armée, qui réclame les gratifications qu'Alexandre lui avait promises, et accuse Antipater en public. Antigone et Séleucos sont malmenés lorsqu'ils prennent la défense d'Antipater. Antigone finit par rameuter ses troupes et reprendre le contrôle de la situation mais cet épisode montre la fragilité de la situation pour chaque Diadoque. C'est l'armée, selon la coutume macédonienne, qui est la dépositaire de la volonté nationale, et qui peut donc intervenir dans le choix du souverain.
La principale décision prise à Triparadisos est de confier la régence à Antipater. Il devient à la fois chef de l'armée macédonienne, puisqu'à son arrivée Peithon et Arrhabée lui ont transmis leur pouvoir provisoire sur les troupes, mais aussi régent du royaume (épimélète) et tuteur (prostatès) des rois. Cette décision récompense un homme de la vieille garde de Philippe II dévoué à la cause des Argéades. Elle marque de facto la séparation de la Macédoine du reste de l'empire asiatique. L'unité de l'empire est maintenue mais elle réside sur une royauté fragilisée ; il suffira que les derniers argéades disparaissent pour que l'empire vole en éclats.
Un nouveau partage des satrapies est décidé pour tenir compte de la nouvelle situation politique. Il aboutit au renforcement de la position d'Antigone et de Séleucos, deux des plus talentueux généraux d'Alexandre encore vivants. Ptolémée est maintenu en Égypte, avec toute latitude pour intervenir à l'ouest, revenant pour le gouvernement central à se dessaisir en sa faveur de ses prérogatives politiques et militaires sur la frontière méridionale de l'empire. Séleucos, qui n'a jamais exercé de fonction territoriale, devient satrape de Babylonie. Ce changement est à noter car en 323 av. J.-C., il a préféré le poste prestigieux d'hipparque ; cette fois, il estime nécessaire d’exercer un gouvernement provincial. Les « forces centrifuges » sont entrées en action et les Diadoques le comprennent parfaitement. Antigone voit lui son domaine s'agrandir puisque, déjà satrape de Grande Phrygie, de Lycie et de Pamphylie, il se voit ajouter la Lycaonie. Surtout, il est chargé de mettre fin à la guerre contre Eumène de Cardia, dont le domaine jouxte le sien, qui est condamné à mort. Enfin Antipater lui laisse le commandement effectif de l'armée avec le titre de « stratège d'Asie » et lui confie, au départ, la garde des rois. C'est faire d'Antigone un véritable vice-roi, aucun Diadoque ne possédant un pouvoir équivalente. Antipater lui adjoint cependant comme second le nouveau maître de la cavalerie, son propre fils Cassandre. D'autres généraux sont récompensés pour avoir participé à la conjuration contre Perdiccas. Ainsi Antigénès se voit confier la satrapie de Susiane, Peithon se voit confirmer en Médie. Mais Antipater, méfiant à l'égard des ambitions assumées d'Antigone, décide de retourner en Macédoine avec les rois sur les conseils de son fils. Toutefois Antipater ne peut se permettre de s'aliéner Antigone. Aussi entoure-t-il son geste de défiance par des bons procédés. Il donne sa fille Phila, veuve de Cratère, en mariage au fils d'Antigone, Démétrios. Cette union, qui engendre Antigone II Gonatas et Stratonice Ire, renforce provisoirement les liens entre les deux Diadoques.
Finalement le conseil de Triparadisos achève la décomposition de l'empire eurasiatique voulu par Alexandre. L'idée d'un pouvoir central en Asie s'évanouit, comme le montre la disparition du titre de chiliarque,.

#### Régence d'Antipater (321-319 av. J.-C.)
La régence d'Antipater, épimélète de Philippe III et Alexandre IV, est marquée par la reprise du conflit contre les Étoliens qui, profitant du départ d'Antipater et de Cratère pour l'Asie, ont envahi la Thessalie en 321 av. J.-C. Celle-ci est reconquise par Polyperchon, aidé par une invasion d'Acarnaniens probablement suscitée par Antipater. Athènes retrouve quant à elle, après les troubles de la guerre lamiaque, une certaine prospérité matérielle sous le gouvernement de Phocion. Mais le ressentiment envers les Macédoniens, dont une garnison est présente à Munychie, reste fort. Aussi Démade, considéré comme un ami de la Macédoine, est envoyé auprès d'Antipater afin d'obtenir le départ des troupes. Mais les multiples palinodies de Démade dans le passé, dont des lettres invitant trois ans plus tôt Perdiccas à venir libérer la Grèce qui ne tient plus qu'à « ce vieux fil pourri d'Antipater », suffisent à Dinarque de Corinthe, un ami de Phocion, à faire accuser Démade de trahison. Cassandre, qui est chargé de le juger, fait égorger son fils devant lui avant de le faire exécuter.
Antigone est chargé par Antipater de combattre en Anatolie les derniers partisans de Perdiccas, dont Eumène de Cardia et Alcétas, installé en Pisidie. Il parvient à vaincre Eumène au printemps 320 à la bataille d'Orcynia en Cappadoce, tandis qu'Alcétas, acculé en Pisidie, est contraint de se suicider. Eumène se réfugie dans la forteresse de Nora aux confins de la Cappadoce et de la Lycaonie,.
Antipater, malade, meurt à l'âge de 78 ans à l'été 319. Avec lui disparaît le plus loyal représentant de la tradition macédonienne. Certes il n'a pas participé directement à l'expédition d'Alexandre, mais il l'a rendue possible en maintenant la Grèce sous la tutelle macédonienne. Sa succession, mal préparée, relance les conflits entre les Diadoques.

## Antigone ou la dernière tentation impériale

### Le problème de la succession d'Antipater

#### Ambitions d'Antigone
La mort d'Antipater voit se lever en Asie l'ambition d'Antigone. Maître de la plus grande partie de l'Asie Mineure, vaguement apparenté par son mariage à la dynastie des Argéades, il se juge visiblement comme le seul capable d'incarner l'idée impériale. Aussi est-ce cette personnalité qui domine l'histoire complexe de l'Orient hellénistique durant les quinze années qui suivent la disparition du régent Antipater. Non que les personnalités des autres Diadoques manquent de grandeur ou d'énergie, mais comparées à celle d'Antigone, leurs ambitions semblent limitées à se constituer dans l'empire d'Alexandre un espace personnel, quitte à contribuer à son éclatement. Antigone, lui, a en tête la volonté de tout dominer. Il n'est pas durant le règne d'Alexandre, quoique déjà âgé, l'un des officiers les plus prestigieux, bien qu'il commande au départ de l'expédition les troupes grecques de la ligue de Corinthe et gouverne ensuite la Phrygie, une satrapie stratégique qui permet de contrôler les lignes de communication avec la Grèce. À près de 65 ans, il révèle des talents militaires certains contre les partisans de Perdiccas, d'autant qu'il est rapidement secondé par son fils Démétrios, le futur Poliorcète, un des plus brillants capitaines de ces temps.

#### Coalition contre Polyperchon (319 av. J.-C.)
Antipater fait le choix dans son testament d'écarter son propre fils Cassandre de la régence ; sans doute estime-t-il que cette fonction n'est pas héréditaire ou alors que son fils est encore trop tendre. Il transmet donc le titre d'épimélète des rois à l'un de ses fidèles, Polyperchon, tandis que Cassandre est confirmé comme chiliarque de la cavalerie. L'âge avancé de Polyperchon, son manque de prestige et l'ambition de Cassandre entraîne un nouveau conflit. De plus, la désignation de Polyperchon pour laquelle Antipater a agi de manière autocratique, ne repose sur aucune base politique puisqu'elle n'émane pas d'un compromis entre les Diadoques ni d'une proclamation de l'Assemblée des Macédoniens. Cassandre s'allie alors à Ptolémée qui de son côté cherche à s'affranchir de l'autorité centrale. Il vient en effet de s'emparer de la Cœlé-Syrie-Phénicie aux dépens du satrape désigné à Triparadisos, Laomédon de Mytilène. Par la conquête de cette région, comme autrefois les pharaons, il entend constituer un glacis protecteur de l'Égypte et occuper des bases navales stratégiques. Antigone, qui déjà s'est emparé de la Lydie et de la Phrygie hellespontique, cherche à se concilier Eumène, qu'il ne parvient pas à déloger de la forteresse de Nora en Cappadoce, et entre en négociation avec lui par l'intermédiaire de Hiéronymos de Cardia, le futur rédacteur de l'Histoire des Diadoques. Quant à Lysimaque, théoriquement dans la coalition contre Polyperchon, il ne peut intervenir du fait d'une campagne menée contre les populations thraces et les cités grecques Pont-Euxin.
Polyperchon cherche donc à trouver de nouveaux des alliés. Pour cela, il proclame au nom de Philippe III l'amnistie des cités grecques en se rapprochant des démocrates. Son édit proclame sa volonté de rétablir les constitutions du temps de Philippe II et d'Alexandre, tout en reconnaissant les maux dont les Grecs ont souffert. Il les blâme de s'être révoltés contre les Macédoniens durant la guerre lamiaque mais en détourne la responsabilité sur les partisans de l'oligarchie soutenus par Antipater, pourtant son ancien mentor, et Cassandre, son principal adversaire. Cette mesure diffère de la proclamation de la liberté des Grecs faite par Antigone en 315 en cela qu'il s'agit d'abord d'une amnistie.
En Asie, Polyperchon obtient l'aide d'Eumène à qui il écrit une lettre que rapporte Diodore. Eumène est parvenu à sortir du siège de Nora après un accord avec Antigone, mais continue de proclamer sa fidélité aux rois (et donc à l'idée impériale), seul moyen pour lui d'assurer sa survie. Eumène est désigné par Polyperchon « stratège d'Asie», titre qu'Antigone a reçu à Triparadisos. Il reçoit l'aide d'un corps de 3 000 Argyraspides (ou « Boucliers d'argent »), vétérans des guerres d'Alexandre parfois âgés de plus de 60 ans, placés sous le commandement d'Antigénès, satrape de Susiane, et Teutamos. Ainsi s'affrontent à l'intérieur de l'empire des forces antagonistes : deux régents rivaux en Europe et deux stratèges rivaux en Asie.

#### Luttes en Grèce (319-317 av. J.-C.)
L'édit d'amnistie dans les cités grecques promulgué par Polyperchon met en difficulté Phocion, le chef de la faction oligarchique d'Athènes, ainsi que Nicanor, un proche de Cassandre, qui dirige la garnison macédonienne basée à Munychie. Le retour prévisible de nombreux bannis ainsi que la réorganisation du parti démocratique qui retrouve un chef en la personne d'Hagnonidès de Pergase ne conviennent pas à Nicanor qui s'empare du Pirée. La situation se complique avec l'arrivée en Attique d'Alexandros, le fils de Polyperchon, qui prend le contrôle du Pirée alors que Nicanor se réfugie auprès d'Antigone. Phocion, mis en accusation par Hagnonidès, se rend auprès d'Alexandros mais celui-ci l'abandonne au jugement d'Athènes, proclamée indépendante, et quitte Le Pirée. Phocion, accusé devant l'Ecclésia qui refuse d'écouter sa défense, meurt en buvant la ciguë.
La victoire de la démocratie est cependant de courte durée. Cassandre, avec une troupe peu importante, s'empare de nouveau du Pirée et Polyperchon, arrivé en renfort, ne peut le reprendre. Il laisse alors Alexandros devant la cité et tente de prendre Mégalopolis (318 – 317 av. J.-C.) qui refuse d'appliquer son édit. Il compte sur ses éléphants, encore inconnus en Grèce, et parvient à percer une brèche dans la muraille. Les Mégapolitains parviennent cependant à repousser l'assaut en cachant sous terre des portes hérissées de clous. Son prestige, déjà faible, en est amoindri. De plus Cassandre voit l'élection comme « archonte décennal » en 317 de Démétrios de Phalère qui impose une oligarchie modérée. Il crée un système censitaire qui porte à 1 000 drachmes le revenu exigé pour être citoyen actif et fait exécuter le chef du parti démocratique, Hagnonidès. Il maintient Athènes dans l'alliance avec Cassandre, qui accepte l'indépendance de la cité, mais la garnison macédonienne reste à Munychie.

#### Cassandre, régent de Macédoine (317-315 av. J.-C.)

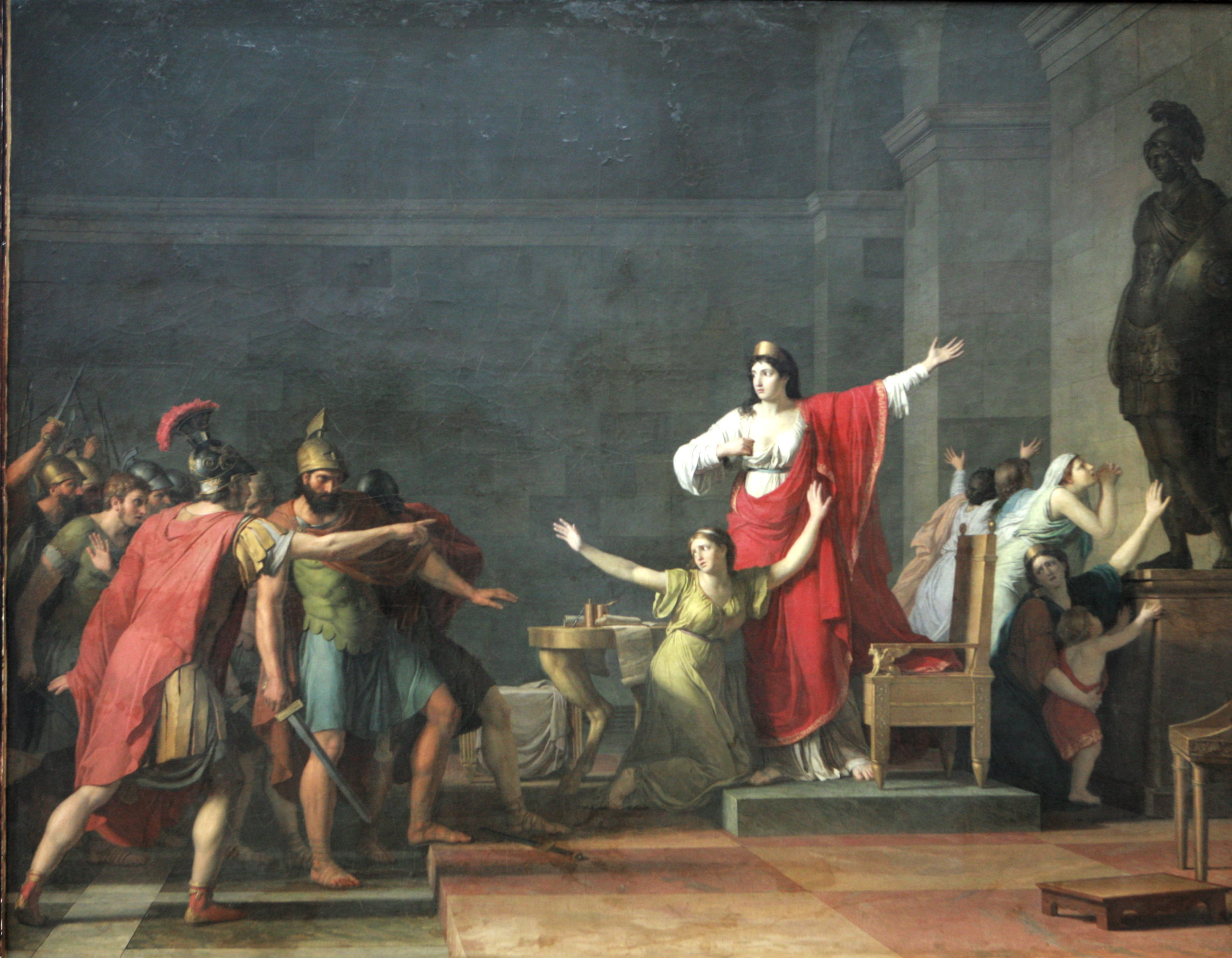
Cassandre et Olympias, Jean-Joseph Taillasson (1799), musée des beaux-arts de Brest.

Après avoir assuré la tutelle sur Athènes, Cassandre retourne en Macédoine et s'entend avec l'ambitieuse reine Eurydice. Il peut ainsi se faire proclamer régent au printemps 317 av. J.-C. cependant que Polyperchon, qui ne contrôle guère que le Péloponnèse, est déchu de ce titre. Eurydice ordonne au nom de Philippe III à Polyperchon et à Antigone de remettre leurs armées à Cassandre, auquel est confié l'administration du royaume. La Grèce du nord se rallie à Cassandre tandis qu'il marche contre Polyperchon, laissant la garde des rois à son frère. Cassandre commence alors le siège de Tégée. Polyperchon sollicite le soutien d'Olympias, réfugiée en Épire depuis la régence d'Antipater et qui cherche à assouvir sa vengeance à l'encontre d'Eurydice et de Philippe III. Profitant de l'absence de Cassandre, elle entre en Macédoine avec une armée épirote et se voit amener son petit-fils, Alexandre IV. Elle s'empare sans véritable combat de Philippe III, à la frontière entre la Macédoine et la Thessalie, car les soldats n'osent pas lever les armes contre la mère d'Alexandre. Eurydice, alors en fuite vers Amphipolis, est elle aussi arrêtée en septembre 317.
Olympias fait aussitôt assassiner Philippe III par ses soldats thraces et contraint Eurydice au suicide. Elle fait également exécuter 100 de leurs partisans, dont Nicanor, le frère de Cassandre. Celui-ci réagit avec rapidité et tandis que ses officiers repoussent les Épirotes et Polyperchon, il entreprend le siège de Pydna où s'est enfermée Olympias, dont les crimes ont suscité la désapprobation en Macédoine. Après un long siège (hiver 317 – printemps 316 av. J.-C.), la ville est contrainte à la reddition. Cassandre, qui craint encore l'influence de la reine mère (Pella et Amphipolis résistent encore un certain temps), la fait condamner à mort par l'Assemblée des Macédoniens au début de l'année 316. Il s'empare du roi d'Alexandre IV et de sa mère Roxane. Cassandre se comporte désormais en véritable souverain, sans en avoir le titre. Il offre des funérailles solennelles à Philippe III et Eurydice. Surtout, il se lie à la dynastie argéade en épousant l'une des filles de Philippe II, Thessaloniké. Il fonde Cassandréia, sur l'emplacement de Potidée, peuplée de colons venant de Chersonèse et de ce qui reste des Olynthiens, puis en 315 il fonde la ville de Thessalonique, du nom de son épouse. Sa décision de rebâtir Thèbes est plébiscitée en Grèce cependant qu'elle rencontre l'hostilité des vieux Macédoniens. Enfin, dans une dernière expédition en Argolide et en Messénie, il réduit Alexandros, le fils de Polyperchon, à la possession de quelques places fortes.

### Antigone s'impose en Asie (319-316 av. J.-C.)

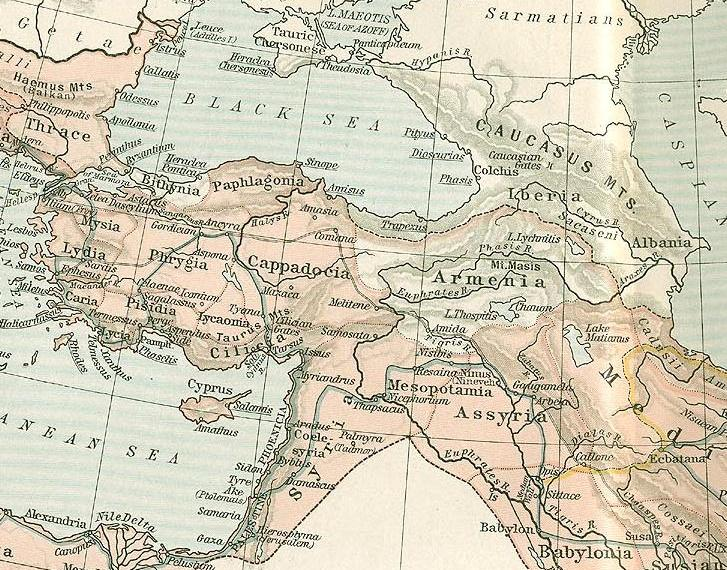
L'Orient au début de l'époque hellénistique.

#### Premiers succès d'Antigone (318 av. J.-C.)
La lutte qui s'ouvre en Asie à la mort d'Antipater est avant tout un duel entre Antigone le Borgne et Eumène de Cardia, l'ancien chancelier d'Alexandre, un Grec dont le raffinement des mœurs contrastent fortement avec la morgue des Diadoques macédoniens. Celui-ci, aux abois à l'été 319 av. J.-C., parvient à retourner la situation. Il reçoit de Polyperchon le titre de « stratège d'Asie » et la jouissance des trésors royaux. Il sait par ailleurs habilement s'effacer devant le souvenir d'Alexandre. Pour cela, il dresse dans la tente de son état-major le trône royal, avec le sceptre et le diadème, et fait libeller les ordres à son armée au nom du roi défunt. De cette manière, il rattache ses actions à la cause officielle de défense de la monarchie tandis que se répand dans les camps le culte d'Alexandre. Dans un premier temps, en 318 av. J.-C., il descend vers la Phénicie, prudemment abandonnée par Ptolémée qui se replie sur la Syrie méridionale. Il semblerait qu'Eumène cherche à construire une flotte pour rejoindre Polyperchon en Europe. Mais cela pose un problème majeur, car il lui faut éviter la flotte lagide qui croise entre Chypre et l'Égypte. C'est alors que lui parvient la nouvelle d'un nouveau succès d'Antigone.
En effet, dans le même temps, Polyperchon a chargé Cleitos, le vainqueur de la flotte athénienne lors de la guerre lamiaque, d'empêcher la jonction des forces d'Antigone avec celles de Lysimaque, le satrape de Thrace qui vient de se débarrasser des menaces d'invasion des peuples méridionaux et qui, de ce fait, est à la tête d'une armée aguerrie. La maîtrise des mers est cruciale pour Polyperchon afin de pouvoir joindre ses efforts à ceux d'Eumène. Cleitos est vainqueur en mer mais Antigone, avec l'aide de Nicanor, l'un des officiers de Cassandre, et de la cité de Byzance réussit, le soir même de la bataille, à transférer ses troupes sur la rive européenne de l'Hellespont et, comme Lysandre à Aigos Potamos, il détruit le camp et la flotte ennemie au mouillage (318).

#### Campagne d'Eumène en Asie (318-317 av. J.-C.)
Eumène quitte la Phénicie à l'été 318 av. J.-C. pour la Babylonie afin de profiter des troubles qui viennent d'éclater dans la partie orientale de l'empire. Peithon, le satrape de Médie, a en effet tenté de se créer une principauté sur le plateau iranien en s'emparant de la Parthie pour la donner à son frère. Il est alors chassé par une coalition de satrapes animée par Peucestas, qui gouverne la Perside, et se réfugie auprès de Séleucos à Babylone. Eumène, qui passe ses quartiers d'hiver (318-317) en Babylonie, intime l'ordre à Séleucos et Peithon de le rejoindre dans sa lutte contre Antigone, mais ceux-ci refusent et tentent sans succès de débaucher son armée. Eumène passe alors le Tigre dans des conditions difficiles, Séleucos ayant fait ouvrir des digues. Mais craignant que sa satrapie ne soit complètement occupée, Séleucos finit par proposer une trêve à Eumène qui marche vers la Susiane. Ces événements semblent en partie confirmés par les chroniques babyloniennes intitulées Chronique des diadoques.
En parvenant en Susiane, Eumène reçoit les renforts venus des satrapies orientaux dirigés par Peucestas (Mésopotamie, Perside, Carmanie, Arachosie, Arie-Drangiane et Inde). En effet, les satrapes de Haute-Asie se sont auparavant coalisés contre Peithon et ont déjà regroupé leurs troupes. L'effectif total de l'armée peut être évaluée à environ 36500 fantassins, 7000 cavaliers et 120 éléphants, chiffres qui correspondent à ceux proposés par Diodore pour la bataille de Paraitacène. Cette armée doit permettre à Eumène de remporter la victoire contre Antigone mais certains de ses alliés sont peu fiables et contestent son autorité.

#### Victoire d'Antigone contre Eumène (317-316 av. J.-C.)
Dès sa jonction en Susiane avec les armées de Haute-Asie au début de l'année 317 av. J.-C., l'autorité d'Eumène est contestée. Peucestas, le sômatophylaque d'Alexandre et satrape de Perside, a été promu stratège en chef en raison de son rang et de l'importance de sa satrapie. Il estime donc que le commandement de l’« armée royale » lui revient de droit. Antigénès, le commandant des Argyraspides, déclare quant à lui que le stratège doit être désigné par la seule Assemblée des Macédoniens. Eumène parvient néanmoins à imposer un commandement collégial, symbolisée par l'adoption du cérémonial du trône d'Alexandre. Plutarque décrit les mœurs en vigueur au sein du camp, devenu « un lieu de fête, de débauche, et aussi d’intrigues électorales pour le choix des généraux, tout comme dans un état démocratique ». Ce partage de l'autorité s'avère purement formel car il semble que seul Eumène délivre sentences et promotions en vertu de son rang de stratège autokrator.
À l'été 317, Eumène organise sa défense sur le Tigre, sans empêcher Antigone de parvenir en Susiane et de recevoir le soutien de Peithon, le satrape de Médie, et de Séleucos qui est chargé d'assiéger la citadelle de Suse. Eumène franchit alors le fleuve et défait Antigone sur les rives du Copratès, qui perd plusieurs milliers d'hommes dans une tentative désastreuse de traversée. Celui-ci se replie sur la Médie, à travers le pays des Cosséens, une région située entre Suse et Ecbatane, sans payer le tribut à ces montagnards qui harcèlent alors ses troupes. Antigone s'avance ensuite vers la Perside, menaçant les possessions des satrapes ralliés à Eumène, ce qui oblige l'« armée royale » à marcher vers cette région à sa rencontre. Eumène cherche à livrer bataille ; mais la difficulté du terrain empêche un affrontement. Antigone peut donc commencer à se retirer vers la Gabiène afin d'approvisionner ses troupes. Eumène parvient néanmoins à le rattraper et à ranger son armée. À l’issue de la bataille de Paraitacène (centre-ouest de l'Iran actuel), Antigone reste maître du terrain, mais ses pertes sont plus élevées que celles de son adversaire et il se retire en Médie (fin 317). C'est alors qu'Antigone entreprend le projet risqué de surprendre son adversaire dans ses quartiers d'hiver. Par des chemins escarpés, estimés impraticables pour une armée, Antigone tombe sur les cantonnements disséminés d'Eumène en Perside. Celui-ci réussit quand même à réunir ses troupes et une ultime bataille a lieu au début de l'année 316 en Gabiène. Antigone, profitant de la poussière qui s'élève du champ de bataille, parvient à s'emparer du camp d'Eumène. Mais les Argyraspides d'Eumène semblent irrésistibles, surtout sur l'aile gauche, renforcée pour combattre l'aile droite ennemie où se trouve Antigone. Finalement la trahison de Peucestas et de sa cavalerie qui se retirent de la bataille décide du sort des armes. Les Argyraspides livrent Eumène à Antigone contre leurs femmes et enfants pris avec leur camp. Leurs officiers Teutamos et Antigénès sont exécutés sur ordre d'Antigone, qui règle ainsi une vieille rancœur. Quant à Eumène, il est tué conformément à la décision prise lors des accords de Triparadisos, sans doute sous la pression des soldats d'Antigone, qui peut dès lors se penser le maître de l'Asie.

### Première coalition contre Antigone (315-311 av. J.-C.)

#### Antigone, maître de l'Asie (316-315 av. J.-C.)

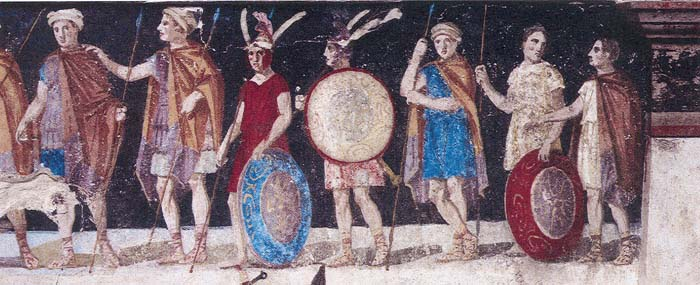
Guerriers macédoniens dans une tombe d'Ágios Athanásios, fin du

À peine a-t-il vaincu Eumène de Cardia à la bataille de Gabiène, et tandis que son allié Cassandre s'est imposé en Macédoine contre Olympias, qu'Antigone se lance dans un vaste mouvement de réorganisation de l'Asie, se comportant ainsi en souverain. Il écarte sans ménagement les divers satrapes pour les remplacer par des hommes à lui. C'est ainsi que Peucestas, à qui il doit pourtant sa victoire contre Eumène, est écarté de Perside, car il craint son ambition et sa popularité parmi les Perses. Quant à Peithon, le satrape de Médie qui manifeste l'ambition de contrôler les satrapies de Haute Asie et de rallier à sa cause une partie des troupes d'Antigone, il est exécuté à Ecbatane au début de l'année 316. Antigone vient ensuite à Babylone afin de demander des comptes à Séleucos. Celui-ci ne doit son salut qu'à la fuite en Égypte, probablement au printemps 315. Antigone, imitant en cela Alexandre, n'hésite pas à nommer des Perses. De plus il s'empare du trésor de Cyinda en Cilicie, estimé à 10 000 talents, auquel s'ajoutent ses revenus annuels d'environ 11 000 talents. Il est donc devenu en 316 le plus riche et le plus puissant des Diadoques.

#### Première coalition contre Antigone (315 av. J.-C.)
Séleucos, chassé de Babylonie, trouve refuge auprès de Ptolémée en Égypte. Il lui est facile de convaincre le Lagide du danger que constitue la montée en puissance d'Antigone. Le précédent de l'attaque de Perdiccas contre l'Égypte en 322 av. J.-C. démontre que, pour tout candidat à la restauration de la puissance impériale, l'indépendance et la richesse de l'Égypte représentent une menace. De plus Ptolémée a des visées nettes sur la Syrie, qu'il a déjà occupée provisoirement en 318 av. J.-C. et qui est contrôlée dorénavant par Antigone.
Des ambassadeurs sont envoyés par Séleucos à Cassandre et Lysimaque. Une coalition se forme alors avec les quatre Diadoques. Un véritable ultimatum est alors adressé à Antigone avec pour fondement juridique le fait que la guerre contre Eumène est une œuvre collective et qu'Antigone n'a pas le droit de dépouiller des satrapes qui n'ont pas épousé la cause d'Eumène. Les coalisés réclament un nouveau partage des satrapies, ce qui reviendrait à démanteler le domaine d'Antigone, avec la Babylonie pour Séleucos, la Syrie pour Ptolémée, la Lycie et la Cappadoce pour Cassandre et la Phrygie hellespontique pour Lysimaque. De plus, les Diadoques réclament un partage équitable des trésors royaux. Sans considérations diplomatiques particulières, le vieux Diadoque — Antigone a environ 67 ans en 315 — se déclare prêt à la guerre.

#### Riposte d'Antigone et la proclamation de Tyr (315 av. J.-C.)
Antigone rejette l'ultimatum des Diadoques, dont les ambitions sont rivales des siennes, et lance immédiatement l'offensive en Syrie méridionale, occupant toutes les places fortes, excepté Tyr tenu par une garnison ptolémaïque. Il prend également possession de territoires en Anatolie occidentale, de la Bithynie à la Carie. Il souhaite par ailleurs porter la guerre en Europe, espérant probablement mettre la main sur le jeune roi survivant, Alexandre IV. Par un retournement d'alliance, il s'allie à Polyperchon, qui deux ans plus tôt a été le principal soutien d'Eumène de Cardia. Polyperchon, et son fils Alexandros, ne tiennent guère que quelques places fortes dans le Péloponnèse mais les Étoliens et le roi Éacide d'Épire, un cousin d'Olympias, sont hostiles à Cassandre. De plus celui-ci gouverne en Grèce en s'appuyant sur les factions oligarchiques des cités. Antigone cherche donc à s'allier les partisans de la démocratie en Grèce.
C'est dans ce contexte qu'Antigone émet une proclamation, au nom de l'assemblée de son armée, en 315 durant le siège de Tyr. Dans cette proclamation, mélange de mauvaise foi et parfois de mensonges, Antigone accuse Cassandre d'avoir tué Olympias, de maintenir prisonniers à Amphipolis Roxane et son fils, d'avoir contraint Thessaloniké à l'épouser, bref d'être en train d'usurper la royauté macédonienne. Il lui reproche aussi de rétablir les habitants d'Olynthe, vieux adversaires des Macédoniens, dans leur cité en créant Cassandréia. Il condamne aussi sa décision de faire reconstruire Thèbes, détruite par Alexandre. Il fait donc voter par ses troupes un décret aux termes desquels Cassandre est déclaré ennemi à moins qu'il ne détruise les cités en question, ne reconnaisse son titre de « stratège d'Asie » ». Enfin Antigone s'attribue le titre de régent (épimélète), affectant de s'ériger en protecteur des Argéades tandis que l'intervention de l'assemblée de l'armée lui donne un semblant de légitimité à l'usurpation de la régence. Polyperchon, à la mort d'Antipater, a porté ce titre sans qu'aucun des Diadoques ne le lui reconnaisse. Antigone prend ce titre afin de justifier ses prétentions — bien qu'il soit dans l'incapacité d'assumer la fonction puisque Alexandre IV est entre les mains de son adversaire. Cette condamnation de Cassandre, qui n'est pas l'adversaire militairement le plus dangereux pour Antigone - il opère d'ailleurs en 315 contre Ptolémée - a plusieurs causes : Cassandre reste maître de la Macédoine ce qui lui apporte une certaine légitimité et des possibilités de recrutement militaire ; de plus il tient le roi légitime en sa possession et dispose ainsi de la source de toute autorité légale, sans compter que son mariage avec une fille de Philippe II a créé un lien familial avec la dynastie argéade ; enfin, Cassandre condamné, ses alliés ne sont plus que de simples rebelles, ce qui légitime les actions militaires d'Antigone. La proclamation de Tyr marque donc le début d'une lutte à mort entre Antigone et Cassandre qui durera 13 ans.
Mais la décision la plus importante de cette proclamation est le décret qui proclame « la liberté des Grecs ». Cette promesse, qui s'apparente à une « guerre psychologique », va plus loin que le décret d'amnistie de Polyperchon de 319,. Il s'agit d'abord pour Antigone d'affaiblir Cassandre car les méthodes utilisées par Antipater et son fils rendent la domination macédonienne insupportable. Ils s'appuient sur les oligarques, alors même que ce mode de gouvernement est en recul dans le monde grec, persécutant les gouvernements démocratiques qui pourtant ont eu les faveurs d'Alexandre lui-même. De fait, Cassandre fait régner, en s'appuyant sur les classes possédantes un climat d'« ordre moral ». Le cas le plus connu est celui de Démétrios de Phalère à Athènes. Il ne faut cependant pas voir dans cette proclamation une simple manœuvre d'Antigone dans le but d'encourager les cités grecques à se révolter contre Cassandre. Antigone est le premier des souverains hellénistiques, la création plus tard de la Ligue des Nésiotes le prouve, à envisager les nouveaux rapports qui vont se créer entre cités et États sous un angle politique nouveau qui n'est pas uniquement fondé sur le rapport de force.
Ptolémée n'hésite d'ailleurs pas à suivre l'exemple d'Antigone et lance à son tour une proclamation en faveur de l'autonomie des cités,. Cette mesure peut sembler surprenante, car elle prend son allié Cassandre à contre-pied, mais il est probable que le Lagide a une vision à long terme. Quel que soit le Diadoque qui s'impose en Macédoine, Antigone ou Cassandre, il s'arrogerait le titre de régent et voudrait s'imposer aux autres Diadoques. Ptolémée serait donc son principal adversaire et il faut voir dans l'action de celui-ci une volonté de préserver son avenir en se réservant des armes contre un adversaire encore incertain.

#### Guerre en Grèce (315-312 av. J.-C.)
Aristodème de Milet, l'un des généraux d'Antigone, amène en Grèce le décret portant sur la « liberté des cités ». Il y trouve rapidement de nombreux soutiens, en particulier celui des Étoliens. Cassandre réagit cependant avec vigueur. Il entre en campagne contre Polyperchon dans le Péloponnèse ; le fils de ce dernier, Alexandros, est massacré par les démocrates de Sicyone. Polyperchon, acculé, finit par quitter l'alliance avec Antigone pour se rallier à son vieil adversaire en 315 av. J.-C. Cassandre se retourne alors contre Aristodème, les Étoliens et les Illyriens sans succès décisifs. Mais en 314 av. J.-C., il remporte plusieurs victoires et reprend les cités de Leucade, Apollonie et Épidamne aux Illyriens. Profitant de l'agitation régnant dans les îles de la mer Égée, notamment dans les possessions athéniennes de Lemnos, Imbros et Délos qui rejettent la domination de Cassandre, et alors même que se constitue, avec les encouragements d'Antigone, la ligue des Nésiotes ou confédération des Insulaires des Cyclades, un neveu de celui-ci, Télesphore, débarque en Grèce. Les diverses cités aident Antigone vers 315, alors qu'il assiège Tyr, à se constituer une flotte qui permet ainsi à Télesphore de porter le fer chez l'adversaire de son oncle.
Le neveu d'Antigone remporte plusieurs succès en 313, notamment dans le Péloponnèse et en Béotie ; mais Cassandre écrase les Étoliens et les Épirotes, dont le roi est tué. Cependant ce succès est sans lendemain pour le maître de la Macédoine car un autre neveu d'Antigone, Polémée, intervient en Grèce, réprime une révolte de Télesphore, lequel a semble-t-il tenté une aventure personnelle, et parvient à enlever la Grèce à Cassandre. Il s'en faut de peu pour qu'Antigone ne passe lui-même en Grèce mais la défaite de son fils, Démétrios, à Gaza en 312 le contraint à rester en Asie. Si cette défaite brise l'élan de l'offensive contre Cassandre, celui-ci est néanmoins affaibli et accepte, ainsi que Lysimaque, les propositions de paix en 312.

#### Guerre en Asie (315-312 av. J.-C.)
Comme Perdiccas en son temps, Antigone doit lutter sur deux fronts. En Asie, les combats se limitent jusqu'en 313 av. J.-C. à un affrontement avec Ptolémée. Le satrape d'Égypte est un général prudent, peu enclin à jouer son avenir sur une bataille, et de ce fait il répugne à s'éloigner de sa base arrière. Il est vrai que contre Perdiccas, cette stratégie lui a été bénéfique. Ainsi abandonne-t-il la Syrie, en refusant d'affronter Antigone, et laisse une importante garnison à Tyr, qui résiste près d'un an (315-314). Ptolémée confie la direction de sa flotte à Séleucos, lequel croise au large de Chypre et de l'Asie Mineure. La chute de Tyr ne permet pas à Antigone certes de partir à l'assaut de l'Égypte que son adversaire a fortifié. De plus la crainte d'Asandros, sur ses arrières en Asie Mineure, le fait hésiter. Il décide alors, modifiant son ambition initiale, de s'emparer de l'Asie Mineure, tandis que ses neveux Télesphore puis Polémée débarquent en Grèce. Antigone s'allie avec Zipœtès, le roi de Bithynie, ainsi qu'avec les cités de Chalcédoine et celle d'Héraclée. En 313, tandis que la Grèce échappe progressivement à Cassandre, Cyrène se révolte contre Ophellas, le gouverneur désigné par Ptolémée. Antigone parvient enfin à détacher Asandros de la coalition et s'empare des cités de la côte ionienne, dont Milet.
C'est alors que Ptolémée comprend que son prudent attentisme n'est plus de mise. Aussi réagit-il avec plus de force que d'habitude. Il s'empare de Chypre et impose le pouvoir de son gouverneur, Nicocréon de Salamine. Il se retire chargé de butin. Mais Ptolémée est aussi servi par la fougue inconsidérée de Démétrios qui est défait à la bataille de Gaza (312). La Phénicie et la Syrie retombent entre les mains du Lagide. Dans le même temps, Séleucos en 312 franchit les territoires sous contrôle d'Antigone et s'empare avec une troupe réduite de Babylone, ouvrant de fait un troisième front contre Antigone, après la Grèce et la Syrie. Les événements de l'année 312 obligent donc Antigone à différer son passage en Grèce et en Macédoine. Une nouvelle armée conduite par Démétrios, puis par Antigone en personne, remporte quelques succès qui contraignent Ptolémée à évacuer une nouvelle fois la Syrie et la Phénicie. Antigone cependant ne tente pas de s'emparer de l'Égypte car préoccupé par Séleucos, il envoie son fils contre lui.

#### Paix de 311 av. J.-C.

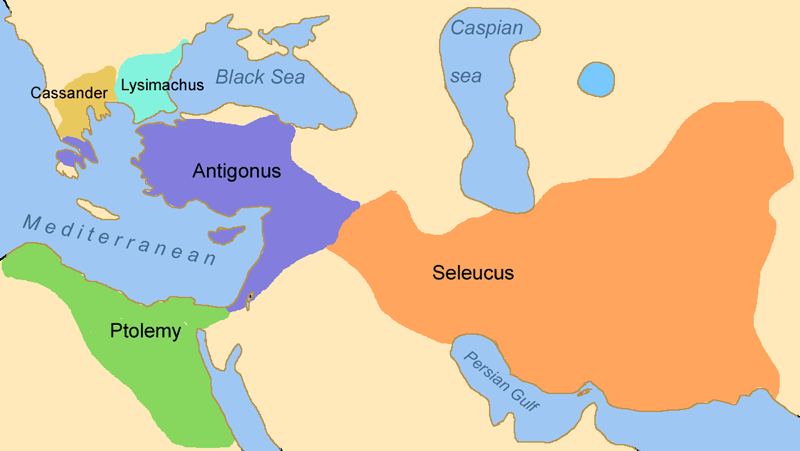
Les possessions des Diadoques après la paix de 311 av. J.-C.

En 311 av. J.-C., aucun des Diadoques n'a remporté d'avantage décisif mais la nécessité d'une trêve se fait sentir, chacun étant épuisé. C'est pourquoi les plénipotentiaires de Lysimaque et de Cassandre prennent contact avec Antigone cette année-là, après une tentative avortée en 313. Ceux de Ptolémée se joignent bientôt à eux. Cette paix nous est connue par une allusion assez brève de Diodore de Sicile et par un texte épigraphique incomplet découvert sur le site de la cité de Skepsis en Troade,. Il semble qu'une phase d'intenses négociations ait précédé la signature du traité. Une première tentative entre Antigonos et Ptolémée avait échoué en raison de l'ampleur des exigences d'Antigone. En 313, la « conférence de l'Hellespont » entre des représentants de Cassandre et d'Antigone traîne en longueur puis échoue pour les mêmes raisons. Mais en 311, la situation est moins satisfaisante pour Antigone. L'expédition de son fils Démétrios contre Séleucos en Babylonie est un échec (312-311) et Antigone a besoin de la paix pour se retourner contre ce nouvel adversaire. Celui-ci d'ailleurs reste totalement en dehors des négociations. Il semble donc que ce soit Antigone qui en reprenne l'initiative. Prépélaos est dépêché par Cassandre et Lysimaque, eux-mêmes en difficulté, auprès d'Antigone. Ptolémée, qui craint d'être isolé, envoie comme ambassadeur Aristoboulos tandis qu'Antigone est représenté par Aristodème de Milet.
Les deux principales dispositions du traité sont les suivantes : chacun garde ses possessions et la « liberté des Grecs » est proclamée officiellement. Antigone demeure ainsi le « stratège d'Asie », ce qui fait de facto de Séleucos un satrape rebelle. Effectivement, pour Cassandre et Lysimaque, Séleucos est surtout lié à Ptolémée. Que Ptolémée ne fasse guère plus pour soutenir son allié s'explique sans doute par son manque de marge de manœuvre et aussi, peut-être, par une analyse réaliste de la situation de Séleucos, à savoir que celui-ci est en train de s'emparer de toute la partie orientale de l'empire et de fait n'a pas réellement besoin d'aide. Antigone ne se résigne d'ailleurs à la paix que pour tourner ses forces contre Séleucos.
En dépit de cette trêve, Antigone apparaît comme le vainqueur provisoire du conflit. Son empire, centré sur l'Asie Mineure, est intact, si l'on excepte la Babylonie dont s'empare Séleucos après la guerre babylonienne. Il garde la haute main sur les trésors dont ses adversaires souhaitent s'emparer et dont il n'est pas question dans les négociations de paix. La proclamation de la « liberté des Grecs » marque l'aboutissement du processus qu'il a initié avec la proclamation de Tyr en 315 C'est une arme qu'il estime favorable à ses ambitions car tous les Diadoques ont dans leurs États des cités grecques et la moindre manifestation d'autorité peut fournir le casus belli dont il aurait besoin pour une reprise éventuelle des hostilités. Il y a pourtant un paradoxe car les cités sont invitées à jurer une paix à l'élaboration de laquelle elles n'ont pas participé. D'une certaine façon, et ce paradoxe se retrouve tout au long de l'époque hellénistique, elles se soumettent ainsi à la volonté du maître de l'État dans lequel elles sont incorporées et adhérent ainsi à des décisions prises en dehors d'elles. Dans le texte épigraphique, Antigone insiste pour que les Grecs adhèrent à cette liberté qui leur est octroyée : « C'est pourquoi il me paraît bon que vous prêtiez le serment que nous vous envoyons. Nous nous efforcerons dans l'avenir de vous procurer à vous et aux autres Grecs, tous les avantages en notre pouvoir ».
Cependant, Antigone n'a atteint aucun de ses objectifs. Aucun de ses adversaires n'est à terre et il doit reconnaître Cassandre comme « stratège d'Europe » (ce qui lui redonne pouvoir sur les cités grecques d'Europe) et tuteur d'Alexandre IV. La majorité du roi approchant, il existe une menace que tous les Diadoques redoutent, c'est qu'il mette fin à leurs fonctions, ce que légalement il peut faire. Cette paix contient en elle l'extinction de la dynastie des Argéades car, même si l'auteur en est Cassandre, la disparition de la famille royale arrange tous les Diadoques. Au total cette paix est un arrangement qui maintient le statu quo ce qui, vu les circonstances ayant présidé à sa gestation, n'est guère étonnant.

### Reprise du conflit (311-308 av. J.-C.)

#### Guerre babylonienne (311-309 av. J.-C.)

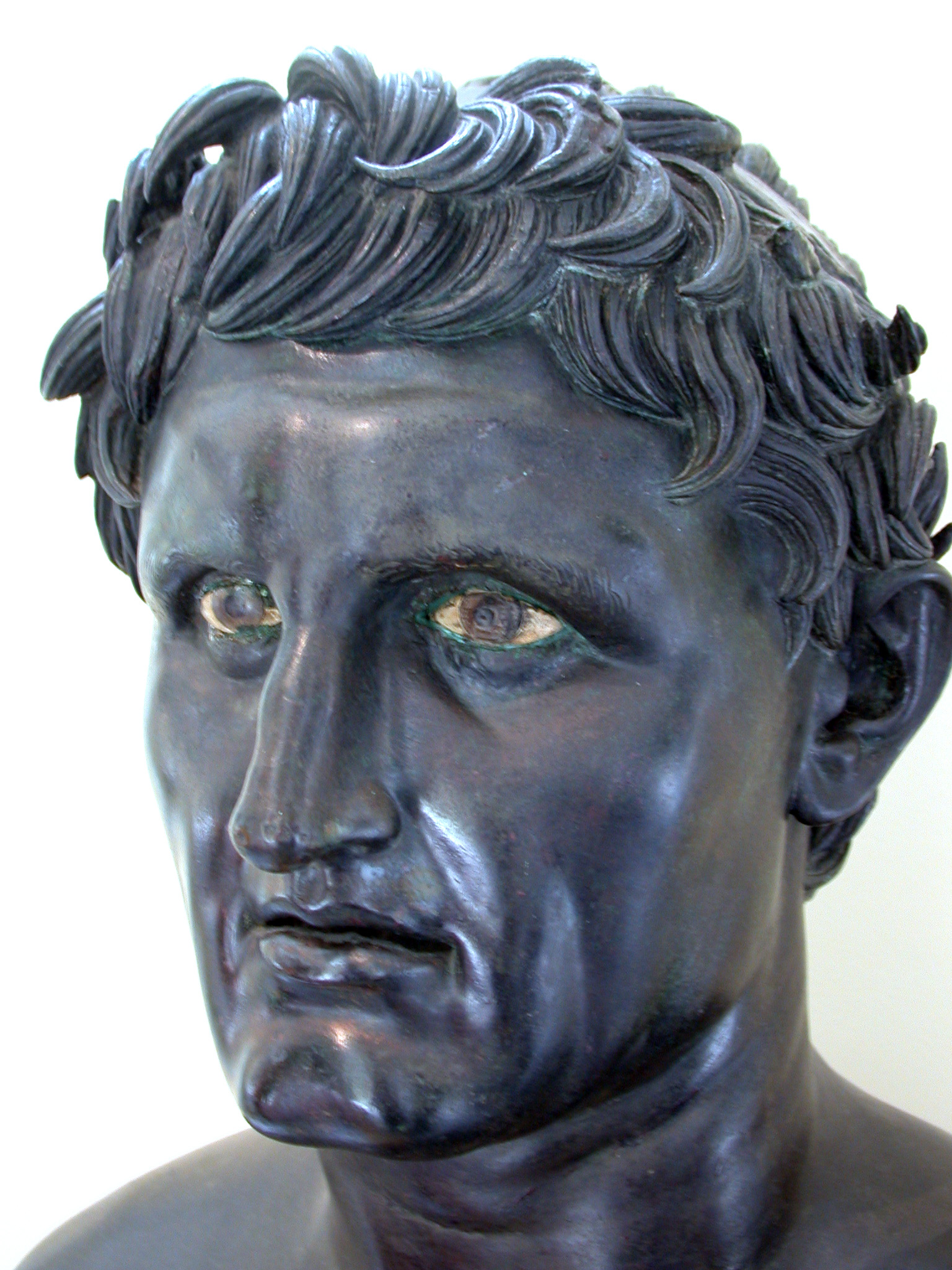
Bronze de Séleucos, copie romaine d'un original hellénistique, musée archéologique de Naples.

La paix de 311 av. J.-C. se révèle de courte durée. En effet Séleucos repousse Antigone et Démétrios en 309 durant la guerre babylonienne et étend son gouvernement vers toutes les Hautes satrapies (Perside, Susiane, Médie, Arie, Drangiane, etc.) et jusqu'à l'Inde atteinte en 308. Il engage contre le prince indien Chandragupta Maurya un long conflit qui se règle par un traité de paix en 303 : l'épigamie est reconnue entre Grecs et Indiens, Séleucos abandonne les satrapies indiennes de l'empire (Gandhara), ainsi que les parties orientales de l'Arachosie et de la Gédrosie, mais s'empare de la Bactriane et place le centre de sa puissance sur la Babylonie en créant sa capitale Séleucie du Tigre.
En mer Égée, Ptolémée reprend l'initiative contre la ligue des Nésiotes contrôlée par Antigone. Il profite d'un conflit familial entre Antigone et son neveu Polémée qui estime ses services insuffisamment reconnus. Il se constitue une principauté en Eubée autour de Chalcis et parvient à circonvenir Phœnix, l'officier qui dirige pour Antigone la Phrygie hellespontique (310). Ptolémée profite de cette situation, tandis que Démétrios est occupé de nouveau contre Séleucos et qu'Antigone n'a plus de flotte, celle-ci étant entre les mains de son neveu révolté.
Le satrape d'Égypte sait qu'il ne doit guère compter sur ses anciens alliés. Cassandre est occupé à soutenir le roi des Péoniens, Audoléon, en lutte contre une tribu illyrienne, et commence à connaître quelques problèmes avec les Celtes, tandis que Lysimaque est occupé de nouveau par des attaques sur ses frontières. Aussi Ptolémée agit-il seul et envoie son général Léonidès en 310 s'emparer de la Cilicie. La réaction d'Antigone est rapide et ses fils reprennent la Phrygie à Phœnix, tandis que Léonidès est vaincu à son tour. Mais en 309 av. J.-C., Ptolémée s'est emparé des cités côtières de la Carie et de la Lydie, telles Caunos, Xanthe, Héraklion et Persicon. Il connaît un échec devant Halicarnasse, qu'il avait déjà assiégée 25 ans plus tôt aux côtés d'Alexandre le Grand. Il s'installe ensuite à Cos et a l'habileté de se présenter en libérateur plutôt qu'en dominateur. C'est probablement à ce moment qu'il faut placer l'intrigue, davantage politique qu'amoureuse, entre Ptolémée et la sœur d'Alexandre, Cléopâtre, qu'Antigone fait exécuter afin d'éviter de donner des droits à l'empire à son adversaire.

#### Fin de la dynastie argéade (310 av. J.-C.)
Tandis que Ptolémée et Antigone s'affrontent et que Séleucos est occupé en Haute Asie, la dynastie royale des Argéades disparait. Le traité de 311 av. J.-C. permet en effet à Cassandre de conserver le titre de « stratège d'Europe » jusqu'à la majorité d'Alexandre IV. C'est condamner de façon certaine le jeune roi, qui est assassiné avec sa mère Roxane en 310. Cassandre ne cherche pas tant à éliminer tout souvenir d'Alexandre qu'à satisfaire la susceptibilité des Macédoniens traditionalistes.
Polyperchon, de nouveau en délicatesse avec Cassandre, prend sous sa protection le fils d'Alexandre et de Barsine, Héraclès, et lève une armée de plus de 20 000 hommes. Cassandre, impopulaire jusqu'en Macédoine, s'estime incapable de tenir le choc face à son adversaire mais a l'habileté de s'entendre avec lui en le désignant stratège du Péloponnèse (vers 309). En échange d'un partage du pouvoir en Grèce continentale, il persuade Polyperchon de se débarrasser d'Héraclès. Avec cet assassinat disparaît la dynastie des Argéades, au moins dans sa parentèle masculine, et le dernier obstacle à ce que les Diadoques se proclament rois.

#### Intervention de Ptolémée en Grèce (309-308 av. J.-C.)
Le rapprochement entre Cassandre et Polyperchon change la donne en Grèce, les cités ayant besoin de l'appui d'Antigone, le champion de la « liberté des Grecs ». Le représentant d'Antigone en Grèce, son neveu Polémée qui s'est taillé une principauté, s'est entre-temps allié à Cassandre ; mais désapprouvant le meurtre d'Alexandre IV, il décide de se rapprocher de Ptolémée qui intervient en mer Égée (309 av. J.-C.). Ptolémée se débarrasse néanmoins de lui et en profite pour conclure un accord avec Antigone par l'intermédiaire de Démétrios afin de se partager la mer Égée : les îles seraient revenues à Antigone et la Grèce continentale à Ptolémée. Cette alliance est clairement dirigée contre Cassandre dont Ptolémée craint qu'il ne soutienne l'émancipation de la Cyrénaïque. En effet Ophellas, qui gouverne la Cyrénaïque pour le compte de Ptolémée, s'allie avec Agathocle, le tyran de Syracuse, lors d'une expédition dirigée contre Carthage.
En 308, Ptolémée traverse la mer Égée et s'empare d'Andros, tenue par une garnison du défunt Polémée. Puis il débarque dans le Péloponnèse, reçoit la soumission de Sicyone des mains de Cratésipolis, occupe ensuite Corinthe et prend Mégare à Cassandre. Ses ambassadeurs appellent les Grecs à la liberté. Il est probable que Ptolémée cherche à ce moment-là à ressusciter la ligue de Corinthe. Mais les événements en Cyrénaïque l'inquiètent ; car Ophellas est finalement éliminé par Agathoclès qui prend le contrôle de ses troupes (309). Ptolémée ne voit pas d'un bon œil l'émergence d'une nouvelle puissance à sa frontière occidentale. De plus le succès en Grèce est assez mitigé, sans compter son coût. Il est probable que c'est à ce moment que Ptolémée comprend que la lutte contre la Macédoine est inégale en Grèce continentale et qu'il est plus important de dominer les îles de la mer Égée pour faire de l'Égypte une thalassocratie. Ptolémée traite alors avec Cassandre et rentre en Égypte (vers 308) d'où son gendre, Magas, monte une expédition victorieuse contre Cyrène.

### Proclamation royale des Diadoques et seconde coalition contre Antigone (308-301 av. J.-C.)

#### Conflit entre Antigone et Ptolémée (308-306 av. J.-C.)

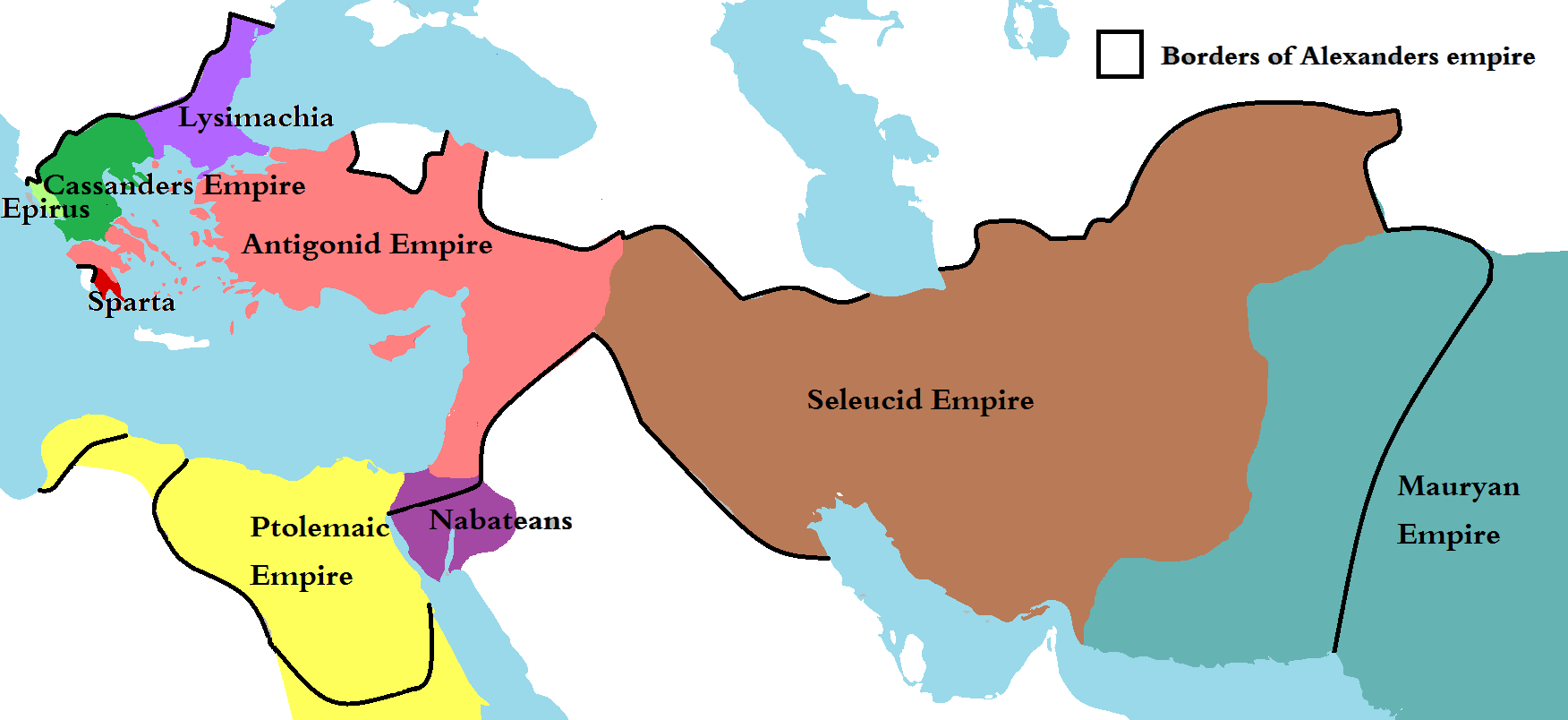
Les royaumes des Diadoques vers 303 av. J.-C.

Le retrait de Ptolémée de Grèce continentale laisse le champ libre à Antigone. En effet celui-ci vient de traiter avec Séleucos à l'issue de la guerre babylonienne, lui reconnaissant la mainmise sur les satrapies orientales, et, profitant de ce que ce dernier est occupé à la frontière orientale de son empire par la montée en puissance de Chandragupta Maurya, il tourne son activisme vers ce qui a toujours été son objectif, à savoir la Grèce et la Macédoine. Il fait construire une nouvelle flotte, la précédente étant passée sous le contrôle de Ptolémée au moment de son annexion des possessions de Polémée. Durant l'hiver 308-307 av. J.-C., Démétrios part d'Éphèse et cingle vers le Sounion à la tête d'une flotte de 250 navires et d'une somme d'environ 5000 talents ; puis il entre dans Athènes en libérateur et chasse Démétrios de Phalère qui gouverne depuis 10 ans la cité au nom de Cassandre à la tête d'un gouvernement oligarchique. Antigone et Démétrios se voient d'ailleurs conférer par les Athéniens un culte héroïque. Démétrios annonce sa volonté de rendre la liberté aux Grecs, poursuivant ainsi la politique entamée par Antigone depuis sa proclamation de Tyr (315), et de repousser Cassandre au-delà des Thermopyles. Démétrios pille ensuite Mégare, qui ne s'en relèvera jamais, bien qu'à la demande des Athéniens, il la déclare libre, puis assiège Munychie qui capitule. Athènes est ainsi libre, mais avec un Diadoque dans ses murs. Les clérouquies d'Imbros et de Lemnos sont rendues à Athènes. Les événements sont donc très défavorables à Cassandre, qui de plus perd l'Épire où le fils du roi Éacide, Pyrrhus, vient d'être rétabli par le roi d'Illyrie, Glaucias.
Cette situation est inacceptable pour Ptolémée, à qui la puissance nouvelle d'Antigone apparaît comme une menace. Aussi arme-t-il une flotte en vue d'attaquer la Syrie. Démétrios est alors rappelé par son père sans avoir pu prendre Corinthe ni Sicyone, toujours aux mains de Léonidès, le général de Ptolémée, depuis l'expédition de son maître en Grèce. Le fils d'Antigone fait voile vers Chypre, bloque le stratège lagide Ménélas dans Salamine de Chypre et écrase la flotte de Ptolémée en 306 av. J.-C. qui subit ici la plus grave défaite de sa carrière. Celui-ci abandonne Chypre et la maîtrise des mers à son adversaire.
Antigone cherche à exploiter ce succès en lançant en 306 une offensive contre l'Égypte par voie terrestre et maritime. Mais cette campagne échoue complètement : la flotte pilotée par Démétrios essuie une tempête au large de Raphia et ne peut accoster du fait de la présence de marécages à l'embouchure du Nil, tandis qu'Antigone, qui subit de nombreuses désertions, est stoppé par le dispositif de Ptolémée mis en place sur la rive du fleuve. Antigone est donc contraint de quitter l'Égypte.

#### Les Diadoques deviennent rois (306-305 av. J.-C.)

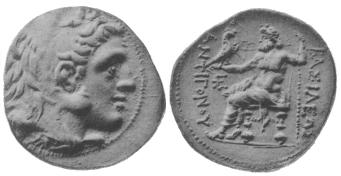
Monnaie à l'effigie d'Héraklès portant l'inscription, BASILEÔS ANTIGONOU, « du Roi Antigone ».

Les Diadoques n'ont pas osé usurper immédiatement le titre royal après l'assassinat d'Alexandre IV en 310 av. J.-C. ; mais le succès éclatant d'Antigone à Salamine de Chypre l'encourage à prendre en 306, conjointement avec son fils Démétrios, le titre de basileus (en grec Βασιλεύς, « roi ») ou roi d'Asie, après acclamation de l'armée. Plutarque raconte que c'est à l'initiative d'Aristodème de Milet, et à toute une mise en scène de ce dernier pour convaincre Antigone, qui vise toujours la restauration de l'empire d'Alexandre, qu'est prise la décision,. Ainsi Aristodème, chargé par Démétrios d'apporter la nouvelle de la victoire, prend une mine sinistre et refuse de répondre aux envoyés d'Antigone le pressant de dévoiler l'issue de la bataille. Finalement, il ne le fait que lorsque Antigone lui-même se précipite au-devant de lui le saluant d'un sonore « Salut, roi Antigone ! Nous sommes vainqueurs de Ptolémée ». Ce à quoi répond le nouveau roi : « Toi aussi par Zeus je te salue ! Mais puisque tu nous a mis à la question, tu le paieras : tu attendras plus longtemps ta récompense ». En réalité, même si l'histoire est authentique, une telle décision politique ne peut être prise que par Antigone lui-même. C'est une façon de s'affirmer comme successeur d'Alexandre, surtout depuis la disparition des derniers héritiers de la dynastie argéade dont Antigone ne porte pas la responsabilité première, d'autant plus qu'il prétend être apparenté aux Argéades par son mariage avec Stratonice. Le fait que, selon Appien, Démétrios soit associé au trône illustre bien cette volonté de fonder une nouvelle dynastie.
Les autres Diadoques se doivent de réagir et adoptent successivement le titre royal. C'est ainsi que pendant l'« année des rois » en 305 Ptolémée Ier se proclame roi. Il a attendu l'échec de l'expédition d'Antigone en Égypte ; car une victoire est nécessaire pour se proclamer souverain, ce qu'il ne peut faire après sa défaite à Chypre. Le geste de Ptolémée n'a pas la même portée que celui d'Antigone, qui lui prétend à l'« empire universel » ; Ptolémée entend d'abord assurer la souveraineté sur l'Égypte, aux yeux des Macédoniens tout au moins car pour les indigènes égyptiens seul le titre de pharaon importe. D'ailleurs Ptolémée a maintenu la fiction du règne pharaonique d'Alexandre IV jusque vers 305. Quelques mois plus tard, Cassandre, Lysimaque et Séleucos Ier s'arrogent eux aussi le titre royal. Cassandre se proclame roi des Macédoniens (basileus Makedonôn) tandis que Lysimaque et Séleucos, à l'image de Ptolémée, cherchent d'abord à assurer la légitimité sur leurs territoires respectifs. C'est aussi une façon de s'opposer aux prétentions impériales d'Antigone qui n'a pas admis la royauté de ses rivaux.
Finalement la prise du titre royal ne vise que les Macédoniens et les Grecs car vis-à-vis des peuples indigènes, les Diadoques se comportent comme des souverains dès l'origine, qu'ils aient ou non accompli à cette fin les cérémonies d'usage. La conséquence la plus directe est d'assurer en droit — dans les faits c'est déjà le cas depuis longtemps — le démembrement définitif de l'empire d'Alexandre. Il s'agit là de l'acte de naissance juridique des royautés hellénistiques, véritable monarchies absolues.

#### Siège de Rhodes (305-304 av. J.-C.)

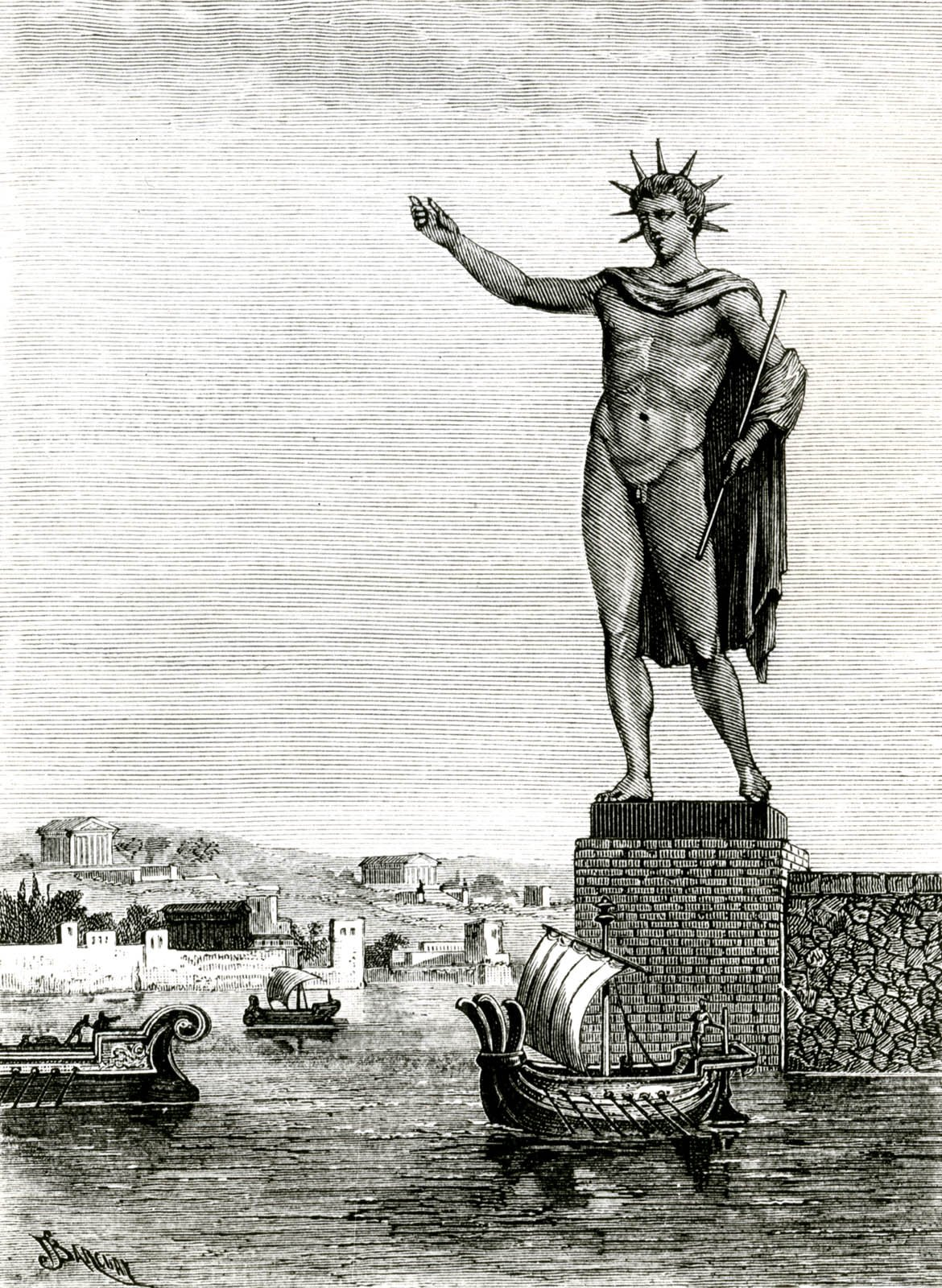
Le colosse de Rhodes, d'après une gravure du XIXe siècle.

Antigone a pour objectif la maîtrise complète des mers. Après avoir pris le contrôle de la mer Égée par l'intermédiaire de la ligue des Nésiotes et de Chypre après la victoire de Démétrios contre la flotte ptolémaïque à Salamine de Chypre, il se tourne vers un dernier obstacle, Rhodes.
La cité adopte au départ dans ses relations avec les Diadoques une stricte neutralité mais la guerre navale entre Antigone et Ptolémée met la cité en difficulté. Dès 315 av. J.-C., Antigone y établit des chantiers navals et obtient des contingents rhodiens lors du siège de Tyr et de la campagne en Grèce de 312. Néanmoins les intérêts économiques des Rhodiens orientent leur préférence vers une alliance avec l'Égypte. De plus, les nombreux conflits et le développement de la piraterie accordent à la cité portuaire un rôle de gendarme des mers qui lui valent un grand prestige. Cependant, si Antigone souhaite s'emparer de Rhodes, c'est avant tout pour son importance géostratégique. Il dirige Chypre depuis sa victoire de Salamine de Chypre contre Ptolémée et mettre la main sur Rhodes, c'est contrôler l'ensemble des communications en Méditerranée orientale et en Égée. De plus Antigone vient d'échouer personnellement dans une attaque contre l'Égypte (305), il est donc nécessaire d'empêcher la naissance de cette thalassocratie que Ptolémée cherche à établir. Il faut remarquer cependant la mauvaise foi d'Antigone pour qui la liberté des Grecs ne pèse plus très lourd quand son intérêt l'exige, alors qu'il s'en proclame le champion.
Démétrios est donc chargé en 305 de s'emparer de la ville. Ce siège, qui dure plus d'un an est l'un des plus célèbres de l'Antiquité et Démétrios y gagne son surnom de Poliorcète (« preneur de ville ») bien qu'il ne s'empare pas de la cité. Il utilise de nombreuses machines de siège auxquels les Rhodiens opposent une grande vaillance. Ptolémée, Cassandre et Lysimaque ravitaillent la cité qui est cependant sur le point de céder. Ptolémée lui-même conseille aux Rhodiens de traiter avec Démétrios. Grâce à l'entremise des Étoliens, un accord est néanmoins signé. Rhodes s'engage à devenir l'alliée d'Antigone, sauf contre l'Égypte, et livre cent otages. C'est pour commémorer ce succès que les Rhodiens érigent le colosse de Rhodes, l'une sept Merveilles du monde.

#### Guerre de quatre ans en Grèce (307-302 av. J.-C.)

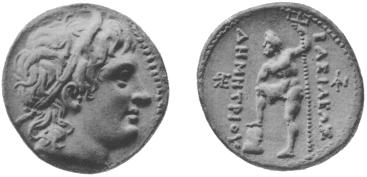
Monnaie à l'effigie de Démétrios Ier (/ BASILEÔS DÊMÊTRIOU, « Roi Démétrios »)

Si Démétrios met fin au siège de Rhodes, c'est aussi parce qu'en Grèce Cassandre vient de reprendre l'offensive. Il a en effet assiégé à la fin 307 av. J.-C. Athènes, la cité étant sur le point de succomber. En 306, une diversion des Étoliens contraint Cassandre à lâcher prise ; mais celui-ci reprend pied en Béotie, en Eubée et en Phocide. Corinthe quitte l'alliance avec Ptolémée, trop lointain, pour se rapprocher de Cassandre, et Polyperchon reprend le contrôle du Péloponnèse. En 304, les Étoliens sont repoussés par Cassandre et ses alliés et l'Attique est à nouveau ravagée. C'est à ce moment que Démétrios, qui vient de finir le siège de Rhodes, reparaît en Grèce. Il débarque à Aulis et s'empare de Chalcis. Puis il repousse Cassandre au nord des Thermopyles après avoir remporté une grande victoire sur ce dernier. La Béotie et la Phocide font leur soumission à Démétrios lequel, soucieux de conserver l'alliance athénienne, livre à la cité attique Phylé, Salamine et Panacton. C'est donc sur cette victoire que se termine ce conflit appelé « guerre de quatre ans » dont la chronologie reste incertaine.
Entre 304 et 302, Démétrios s'empare de Sicyone qu'il refonde par synœcisme,. Puis il occupe Corinthe et enfin le Péloponnèse, à l'exception de Mantinée, qui reste fidèle à Cassandre.

#### Restauration de la Ligue de Corinthe (302 av. J.-C.)
En 302 av. J.-C., à l'issue de la guerre de quatre ans, Antigone, par l'entremise de Démétrios, reconstitue à son profit la ligue de Corinthe, ce qu'attestent plusieurs inscriptions épigraphiques dont celle d'Épidaure. La ligue réunit alors la plupart des États grecs à l'exception de Sparte, de la Messénie et de la Thessalie. Cet épisode est le plus significatif de sa politique envers les cités grecques. La finalité de cette institution n'est pas la même que du temps de Philippe II comme le pense Plutarque et à sa suite certains modernes. En 337, le roi de Macédoine recherche en effet d'abord la « paix commune », aboutissement d'années de guerres ; là Antigone et Démétrios ont pour objectif la conquête de la Macédoine aux dépens de Cassandre, la « paix commune » apparaissant être une lointaine perspective. Instrument de la domination antigonide, la restauration de la Ligue de Corinthe, dont Antigone a commandé les troupes de 336 à 334, va plus loin que l'amnistie accordée en 318 par Polyperchon aux cités révoltées lors de la guerre lamiaque. Une garnison macédonienne demeure stationnée plus de soixante ans à Corinthe.

#### Dernière coalition contre Antigone (302-301 av. J.-C.)

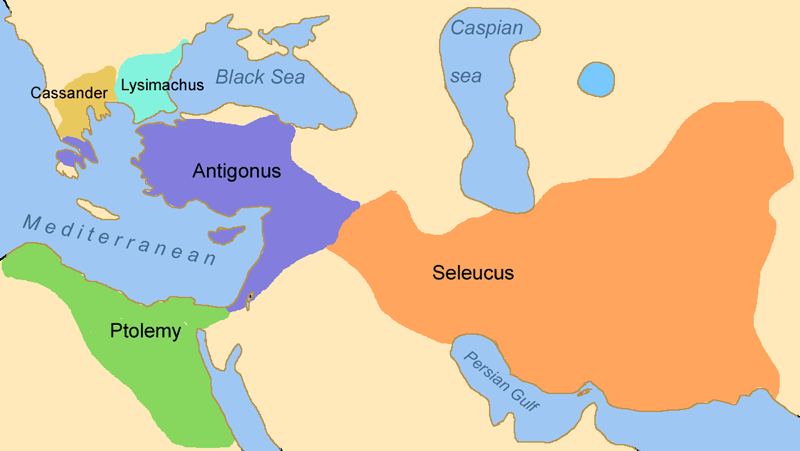
Les royaumes des Diadoques avant 301 av. J.-C.

Les autres Diadoques ne peuvent laisser Cassandre se faire dépouiller de son royaume sans réagir. Si Antigone et son fils mettent la main sur la Grèce, ce qui est déjà partiellement le cas, et sur la Macédoine, ils acquerraient une légitimité encore plus forte, d'autant qu'Antigone reconstitue à son profit la ligue de Corinthe en 302 av. J.-C.. Aussi, en 304, des tractations aboutissent à une dernière coalition contre le vieux souverain, alors âgé de 80 ans. Les forces sont équivalentes car l'immensité et la richesse du royaume d'Antigone lui permettent de mobiliser des effectifs considérables, sans doute équivalents à ses principaux adversaires réunis (entre 70 000  et   80 000 hommes à Ipsos). Il est donc nécessaire pour les adversaires d'Antigone de parvenir à faire la jonction de leurs forces s'ils veulent l'emporter. Pour cela ils établissent le plan suivant : sacrifier la défense de la Macédoine à l'offensive en Asie Mineure afin d'obliger Antigone à rappeler Démétrios, temporiser ensuite jusqu'à ce que les forces coalisées soient réunies. Lysimaque est le premier à se mettre en branle au printemps de 302. Il envahit, avec l'aide de troupes envoyées par Cassandre sous le commandement de Prépélaos, la Phrygie hellespontique. Il reçoit la soumission de Lampsaque, Parion et Sigéion. Il ne peut s'emparer d'Abydos mais reçoit la soumission de nombreuses cités côtières de Lycie et de Carie. Ainsi en est-il de Colophon, Éphèse, Téos puis de Sardes. Antigone marche à sa rencontre et rappelle Démétrios. Celui-ci avait envahi la Thessalie au printemps 302, en contournant les Thermopyles avec sa flotte. Il conclut rapidement un armistice avec Cassandre et passe en Asie où il débarque à Éphèse (automne 302) qui repasse sous son contrôle. Cassandre, dès le départ de Démétrios, s'empresse de rétablir son autorité en Thessalie, en Phocide (siège d'Élatée) et menace Argos dans le Péloponnèse. Il renverse Pyrrhus, le roi d'Épire, pour le remplacer par Néoptolème.
L'arrivée de Démétrios en Asie met Lysimaque en difficulté. De plus, les renforts envoyés par Cassandre sous le commandement de son propre frère Pleistarchos sont balayés par Démétrios. Aussi Lysimaque se retire-t-il à Héraclée lors de l'hiver 302-301, afin d'y attendre l'arrivée de Séleucos qui hiverne en Cappadoce. Quant à Ptolémée, il commet une erreur importante car, ayant envahi la Cœlé-Syrie et se préparant à rejoindre Séleucos, il bat précipitamment en retraite sous la fausse nouvelle d'une victoire d'Antigone. L'arrivée de Séleucos, avec environ 500 éléphants de guerre obtenus après un accord avec Chandragupta Maurya à l'issue d'un conflit aux frontières de l'Inde, bouleverse complètement le rapport de force. Antigone se retire en Phrygie mais il est vaincu et tué en 301 à la bataille d'Ipsos, l'une des plus importantes de son temps.

## Derniers conflits entre Diadoques

### Partage du royaume d'Antigone

Les royaumes des Diadoques vers 301 av. J.-C.

La bataille d'Ipsos est décisive car elle consacre le démembrement définitif de l'empire d'Alexandre le Grand. L'idée d'unité politique du monde hellénistique est abandonnée, même si elle traverse encore, de manière cependant épisodique, l'esprit de Démétrios qui a échappé au désastre. Du partage du royaume d'Antigone, quatre royaumes se dégagent. Cassandre domine la Macédoine et la Grèce, même si cette dernière reste disputée avec Démétrios. Lysimaque annexe l'Asie Mineure jusqu'aux monts Taurus, à l'exception de quelques places de Lycie, de Pamphylie, voire de Pisidie, qui semblent être tombées aux mains de Ptolémée, dans la mesure où il ne les possède pas déjà, et fonde ainsi un royaume à cheval sur l'Asie et l'Europe. Séleucos s'empare du reste de l'Asie et en particulier de la Syrie qui, promise à Ptolémée, récompense le principal acteur de la victoire tandis qu'est pénalisée l'excessive prudence du roi d'Égypte. Ce partage est à l'origine des six guerres de Syrie qui vont opposer Séleucides et Lagides. Un petit royaume, à la destinée éphémère, est créé en Cilicie et accordé à Pleistarchos, le frère de Cassandre.

### Situation de Démétrios après Ipsos

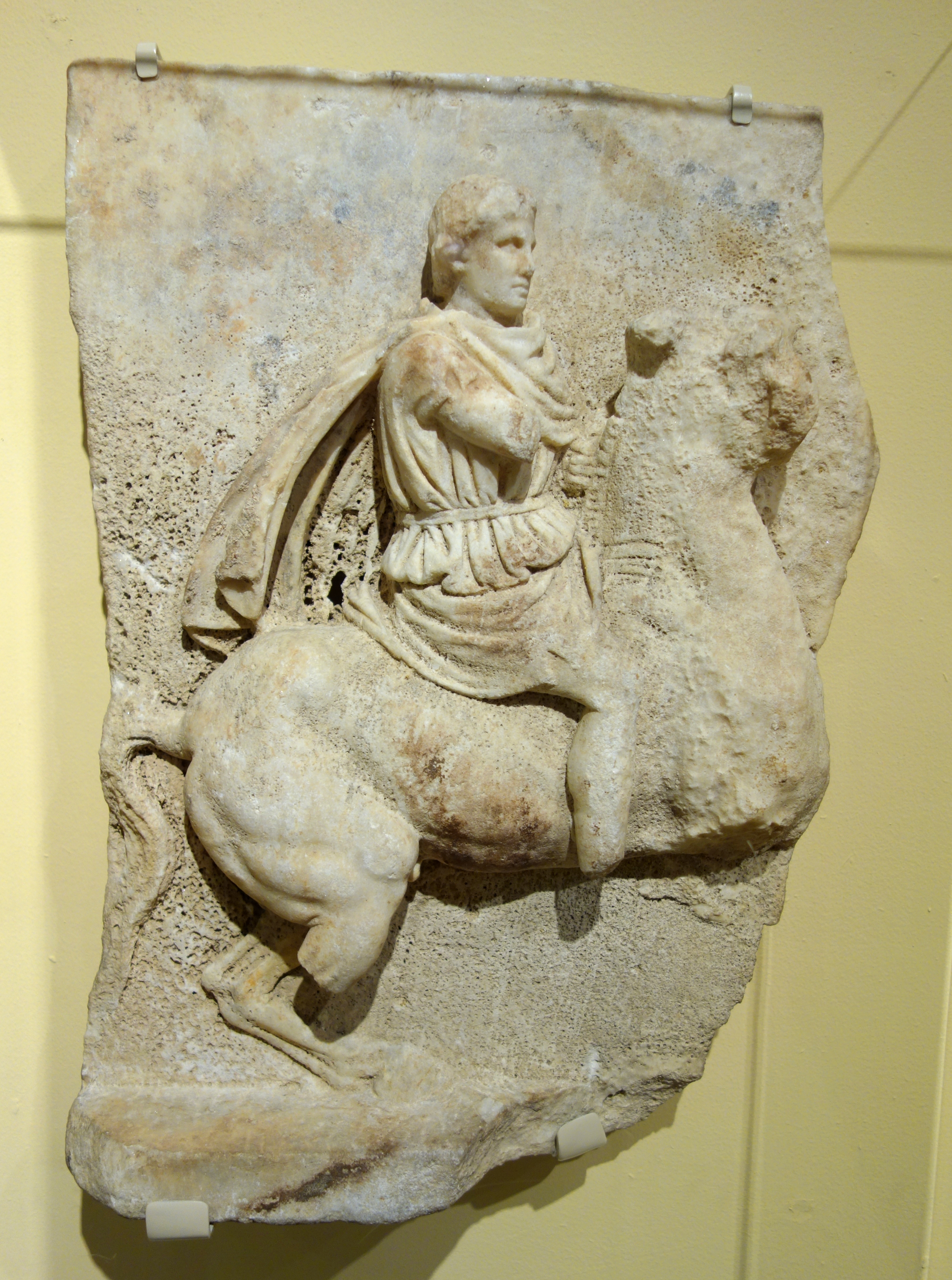
Relief votif du à l'effigie de Démétrios, Fitchburg Art Museum.

Le personnage central de la période qui sépare la bataille d'Ipsos de celle de Couropédion (281 av. J.-C.), est celui de Démétrios Poliorcète, le fils d'Antigone. Ce sont ses ambitions, ses tentatives, ses expéditions qui déterminent fortement les réactions des autres Diadoques. Mais Démétrios occupe plus qu'il ne domine la période, car son ambition est desservie par un défaut de mesure et de prudence ainsi que par son inconstance. Grand général, il remporte de nombreuses victoires sur ses adversaires mais est aussi, par sa fougue, à l'origine de désastres décisifs comme ceux de Gaza en 312 av. J.-C. et d'Ipsos en 301). Prompt à profiter de la moindre occasion, il n'a pas de plan réellement organisé à long terme et manque d'objectifs clairement définis. Séducteur (ses conquêtes féminines sont célèbres dans l'Antiquité) et généreux, il adopte souvent un orgueil qui lui éloigne de fidèles soutiens. Cette vie romanesque, remplie d'actions d'éclat et de brusques retours de fortune, se termine sans gloire en captivité chez Séleucos (285).
Au lendemain de la mort de son père, la puissance de Démétrios reste importante. Il possède la maîtrise des mers : la ligue des Nésiotes lui reste pour le moment fidèle, il tient Chypre et quelques places en Asie Mineure et en Phénicie, dont Tyr et Sidon. Mais en Grèce continentale, la situation est plus difficile : la ligue de Corinthe récemment restaurée se désagrège rapidement, seule Corinthe est encore sous son contrôle. Dans un premier temps, après la défaite à Ipsos, Démétrios regagne Éphèse puis Athènes. Une mauvaise surprise l'attend car la cité qu'il a libérée de la tutelle de Cassandre décide de maintenir sa neutralité, tout comme la Béotie et la Phocide ainsi de nombreuses cités du Péloponnèse. Les cités grecques ne souhaitent visiblement pas se compromettre aux yeux des vainqueurs. Néanmoins Démétrios récupère l'escadre stationnée à Athènes, renforçant sa maîtrise des mers.

### Premiers conflits entre Ptolémée et Séleucos
L'alliance entre les adversaires d'Antigone le Borgne ne dure pas. Très vite une rivalité oppose Ptolémée et Séleucos à propos de la Cœlé-Syrie que Ptolémée occupe. Mais après la retraite peu glorieuse de Ptolémée avant la bataille d'Ipsos, Séleucos réclame cette province ; face au refus de Ptolémée de la lui rétrocéder, Séleucos n'insiste pas, mais il ne renonce pas pour autant pas à ses droits et ceux de ses descendants. C'est ainsi que naît l'épineuse question de la Syrie méridionale qui va empoisonner les relations entre les Lagides et les Séleucides et causer six guerres de Syrie. Ptolémée décide d'anticiper la menace en se rapprochant de Lysimaque, à qui il offre sa fille Arsinoé en mariage en 299 av. J.-C. Le roi de Thrace répudie pour cela son épouse Amastris, reine d'Héraclée du Pont ; en 282 av. J.-C. il marie sa fille, elle aussi prénommée Arsinoé, au futur Ptolémée II. Ces unions seront à l'origine de tragédies matrimoniales.
Cette alliance menace Séleucos qui risque d'être pris à revers en cas de conflit. Aussi celui-ci amorce-t-il un rapprochement avec Démétrios dont il épouse la fille, Stratonice, qu'il cède plus tard à son fils, le futur Antiochos Ier,. Démétrios saisit cette occasion et débarque en Cilicie en 299 où il s'empare du trésor de Cyinda et renverse Pleistarchos, le frère de Cassandre, souverain de cet éphémère royaume fondé après la chute d'Antigone. Pleistarchos se plaint en vain auprès de Séleucos, il semble que ce dernier se soit entendu avec son beau-père pour dépouiller le frère de Cassandre. Aussi Pleistarchos se réfugie auprès de son frère en Macédoine. Une ambassade est envoyée en Macédoine avec à sa tête Phila Ire, épouse de Démétrios et sœur de Cassandre et de Pleistarchos. Une alliance, ou au moins un accord tacite, est conclue. Cassandre admet la perte de la Cilicie par son frère et Démétrios ne tente rien contre lui en Grèce. Démétrios se rend ensuite en Syrie pour le mariage de sa fille avec Séleucos.
Cette période est assez confuse et certains éléments sont difficiles à restituer dans leur chronologie exacte. Il semble que Démétrios, sans doute soutenu par Séleucos, attaque Ptolémée et occupe la Samarie et peut-être la Cœlé-Syrie dans son ensemble vers 298. Mais rapidement, une entente semble conclue entre les deux généraux par l'intermédiaire de Séleucos. Ce dernier est inquiet des volontés hégémoniques de Démétrios, qui refuse de lui donner la Cilicie et les cités phéniciennes, tandis que la mésentente s'installe entre les deux hommes. Quant à Ptolémée, il aurait conclu avec Démétrios un accord secret qui permet à celui-ci de prendre pied en Europe alors que la mort de Cassandre semble imminente. Ptolémée lui fournit donc de l'argent que Démétrios remboursera avec quelques-unes de ses possessions. Prudent, Ptolémée signe aussi un accord avec Agathocle de Syracuse, qui épouse une princesse égyptienne, et garde à Alexandrie le roi d'Épire en exil, Pyrrhus, ce qui peut lui servir à l'occasion de moyen de pression.

### Nouveaux conflits en Grèce et en Macédoine (298-294 av. J.-C.)

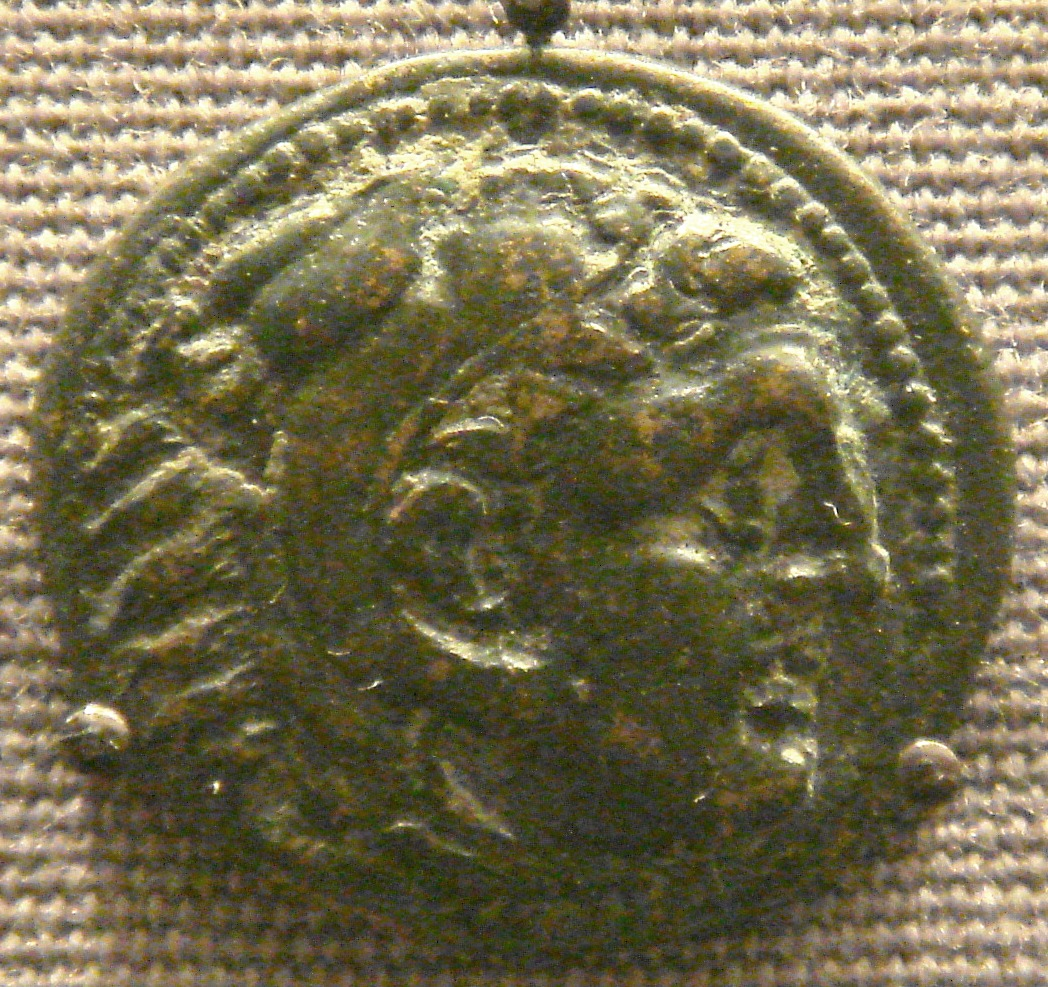
Monnaie de Cassandre à l'effigie d'Héraklès, British Museum.

La mort de Cassandre, survenue entre 298 et 297 av. J.-C., perturbe le fragile équilibre entre les Diadoques et permet à Démétrios d'affirmer ses ambitions. Le fils aîné de Cassandre qui lui succède, Philippe IV, meurt au bout de quelques mois et ses deux frères — Antipater, qui est le gendre de Lysimaque dont il a épousé la fille Eurydice, et Alexandre V, gendre de Ptolémée dont il a épousé la fille Lysandra — se disputent l'héritage. Sur les conseils de leur mère Thessaloniké, ils se partagent finalement le royaume.
Démétrios saisit sa chance en intervenant en Grèce en 296. Il s'empare de Salamine, Égine, Éleusis et Rhamnonte et assiège Athènes gouvernée par le démagogue Lacharès et, malgré une escadre lagide, la cité tombe entre ses mains en 294 alors qu'une famine a frappé ses habitants. Démétrios exerce néanmoins une domination assez souple, laissant aux Athéniens leur constitution et leurs lois. Il se contente d'installer une garnison et se lance dans la conquête du Péloponnèse. Il s'empare d'une partie de ce dernier lorsqu'il est rappelé par les événements qui ont cours en Macédoine. Pendant ce temps, Ptolémée réagit en envoyant en Épire Pyrrhus qui parvient à éliminer définitivement son rival Néoptolème en 297. Ptolémée parvient également à s'emparer de Salamine de Chypre où se trouve Phila Ire, l'épouse de Démétrios. Séleucos envahit la Cilicie, consacrant ainsi la rupture avec son beau-père. Quant à Lysimaque, il prend possession des places d'Ionie ; mais l'objectif de Démétrios est bien la Macédoine qui est désormais à sa portée.
En effet, les deux jeunes fils de Cassandre se sont querellés, Antipater s'estimant lésé par la partialité de sa mère qu'il fait assassiner. Son frère Alexandre V appelle à l'aide à la fois l'allié de son beau-père Ptolémée, Pyrrhus, nouveau roi d'Épire, mais aussi, Démétrios. Pyrrhus, plus rapide que Démétrios, se fait accorder pour prix de son intervention plusieurs petites provinces limitrophes de ses États (la Tymphée, le Paravée, l'Acarnanie et l'Amphilochie) et contraint Antipater à traiter. Le jeune roi Alexandre V s'inquiète encore plus de l'arrivée de Démétrios et le reçoit avec faste mais en lui faisant comprendre que son intervention n'est plus nécessaire. Envisage-t-il d'assassiner Démétrios pour se débarrasser d'une tutelle encombrante ? C'est ce qu'affirme Plutarque. Toujours est-il que ce dernier le devance et fait assassiner par ses gardes le jeune roi à Larissa en Éolide. Il marche ensuite contre Antipater Ier qui est défait et s'enfuit chez Lysimaque avec sa femme et la veuve de son frère, Lysandra, qui épouse Agathoclès, le fils aîné de Lysimaque. Celui-ci, gêné par un conflit contre les Gètes, n'est pas réellement intervenu pour soutenir son gendre. C'est ainsi qu'à l'automne 294, Démétrios réalise le vieux rêve de son père en devenant roi de Macédoine par proclamation de son armée.

### Conflit entre Démétrios et Pyrrhus (294-290 av. J.-C.)

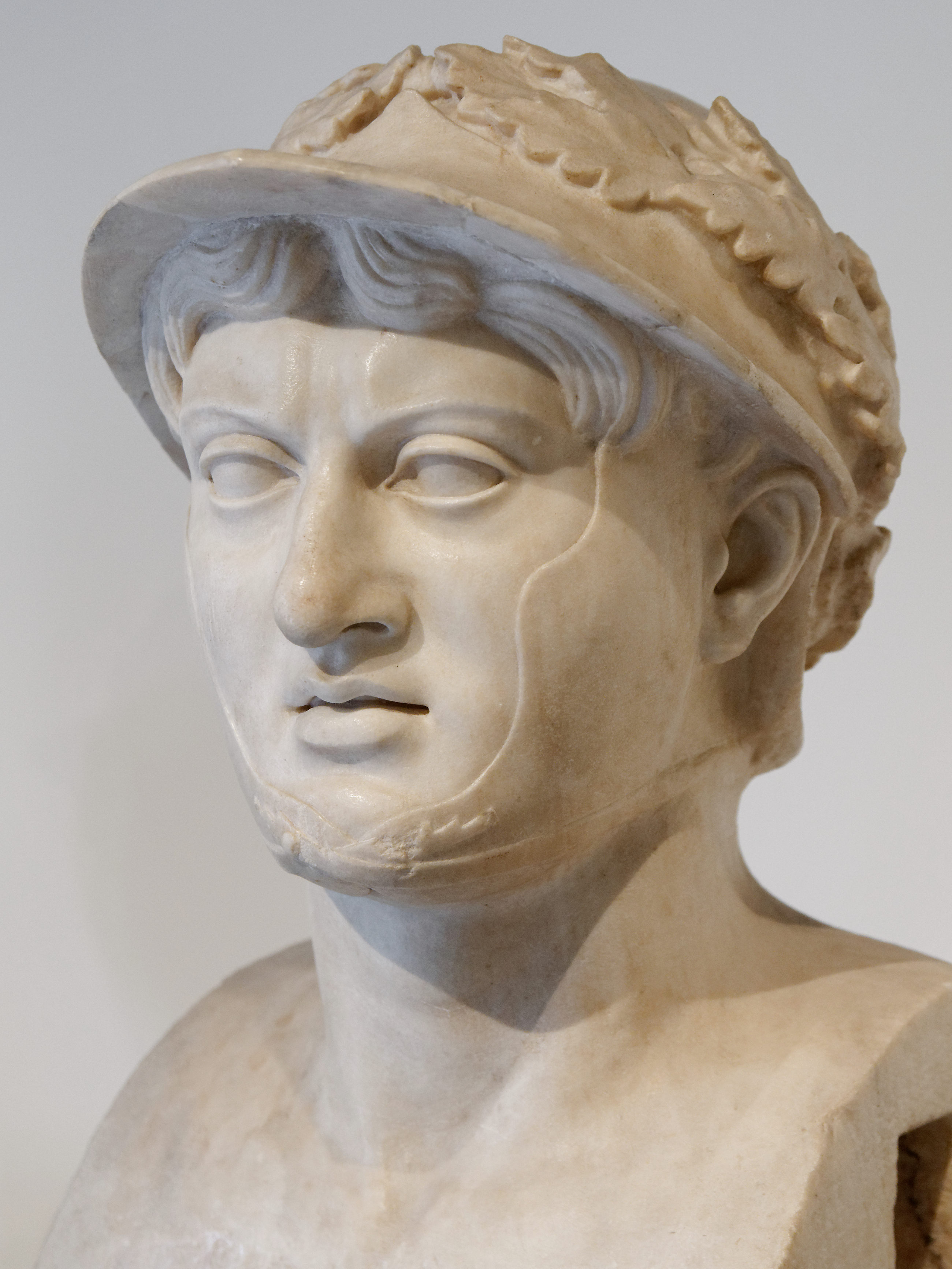
Buste de Pyrrhus, époque romaine, musée archéologique de Naples.

La royauté de Démétrios a été éphémère mais a jeté les bases de la dynastie antigonide qui règne sur la Macédoine jusqu'à la conquête romaine. Il s'empare rapidement de la Thessalie et fonde une nouvelle capitale maritime, Démétrias, sur le golfe Pagasétique.
Démétrios s'oppose à Thèbes qui s'est alliée avec Sparte dans le but de contrecarrer l'hégémonie macédonienne. En 293 av. J.-C., il prend Thèbes et désigne l'historien Hiéronymos de Cardia, autrefois au service de son père, gouverneur (harmoste) de Béotie. La capture de Lysimaque par les Gètes en 292, pousse Démétrios à envahir les possessions de son rival, mais la révolte des Béotiens; alliés aux Étoliens; le pousse à rebrousser chemin. Le fils de Démétrios, Antigone Gonatas, dirige la répression contre les Béotiens, tandis que Démétrios entreprend un second siège de Thèbes, cette fois-ci plus ardu. Dans le même temps, Pyrrhus, roi d'Épire, brise l'entente avec Démétrios et s'avance jusqu’aux Thermopyles depuis la Thessalie. Démétrios laisse son fils continuer le siège et marche contre lui. Pyrrhus prend la fuite sans oser combattre Démétrios qui laisse d'importantes forces en Thessalie et retourne faire le siège de Thèbes. Il est gravement blessé mais cela ne l'empêche pas de se rendre à nouveau maître de Thèbes vers 291. Il retourne ensuite en Macédoine et lance une offensive contre les Étoliens. Puis il marche contre Pyrrhus, ravageant l'Épire ; mais son stratège, Patauchos, est sévèrement battu en 290 par une coalition réunissant Pyrrhus et les Étoliens.

### Chute de Démétrios (289-285 av. J.-C.)
En 289 av. J.-C., Pyrrhus lance une expédition contre la Macédoine, profitant de la nouvelle que Démétrios est malade. Mais celui-ci réagit rapidement et contraint le roi d'Épire à repasser la frontière. Ce raid révèle cependant la faiblesse militaire du roi de Macédoine tandis la population est mécontente après plus de 75 ans de guerres incessantes et devant ses allures de despote oriental. Surtout, Démétrios aurait eu l'ambition de reconstituer l'empire asiatique de son père et monte une flotte de guerre, ce qui inquiètent les autres Diadoques, tandis qu'en Grèce il n'est plus question de la liberté des cités. Ptolémée, conscient de l'affaiblissement de l'Antigonide, est alors, semble-t-il, à l'origine d'une vaste coalition qui englobe, Séleucos, Pyrrhus et Lysimaque, ce dernier étant délivré du conflit contre les Gètes. Durant cette période, Ptolémée parvient à prendre le contrôle de la confédération des Cyclades ; ce changement semble avoir été bien accueilli étant donné la pression fiscale imposée par Démétrios. Le Lagide prend aussi Tyr et Sidon. Quant à Pyrrhus et Lysimaque, ils envahissent en 288 la Macédoine avec le soutien de la flotte de Ptolémée. Démétrios est vainqueur de Lysimaque à Amphipolis mais Pyrrhus est accueilli comme un libérateur par les Macédoniens eux-mêmes et Démétrios est obligé de fuir. Son épouse Phila Ire se donne la mort. La Macédoine est alors partagée entre Pyrrhus et Lysimaque. Ce partage ne peut être que provisoire car la cohésion de la Macédoine, de ses habitants et de ses intérêts, est trop forte.
Cependant Démétrios ne se trouve pas totalement défait. Il possède encore de nombreuses possessions grecques. En 287, il met le siège devant Athènes qui, sous la direction du stratège Olympiodore, s'est révoltée. La ville est secourue par Ptolémée et Pyrrhus ; mais ce dernier, une fois la ville sauvée, reconnaît à Démétrios ses possessions de Thessalie et de Grèce, dont Le Pirée, Salamine, Lemnos, Éleusis, Skyros et Imbros qui restent détachées d'Athènes. Il semble que Ptolémée, dont Pyrrhus est l'allié indéfectible, trouve habile de gêner la puissance montante de Lysimaque par une alliance objective entre Pyrrhus et Démétrios. Ayant renoncé assez tôt à toute ambition impériale, Ptolémée s'oppose à tout souverain qui représente une menace pour l'Égypte. Il craint en particulier un pouvoir fort en Macédoine et en Grèce, surtout en mer Égée, dont l'Égypte vise à s'assurer le contrôle.
Lysimaque est impopulaire du fait de la fiscalité excessive et de l'autoritarisme de son gouvernement. Mais il est le maître d'une grande partie de l'Asie Mineure, en fait l'essentiel des anciennes possessions d'Antigone, de la Thrace et d'une bonne moitié de la Macédoine. L'assassinat par ses propres fils de la reine Amastris, qui gouverne Héraclée du Pont, donne à Lysimaque, qui a été un temps l'époux de la reine, l'occasion de s'emparer de la cité. Démétrios cherche à occuper les régions littorales contrôlée par Lysimaque et n'hésite pas à débarquer à Milet, laissant son fils Antigone II Gonatas garder ses possessions grecques. Il épouse au passage Ptolémaïs, une fille de Ptolémée Ier et de sa femme répudiée Eurydice, puis s'empare de Sardes. Toutefois le fils de Lysimaque, Agathoclès, survient avec une armée plus nombreuse et contraint Démétrios à se retirer en Phrygie. Il pénètre sur les terres de son gendre, Séleucos, en Cilicie et, abandonné par ses soldats, est contraint de se rendre en 285. Lysimaque exige sa mort mais Séleucos refuse et le garde dans une « prison dorée » jusqu'à sa mort en 283 en Syrie.

### Ambitions et chute de Lysimaque (286-281 av. J.-C.)

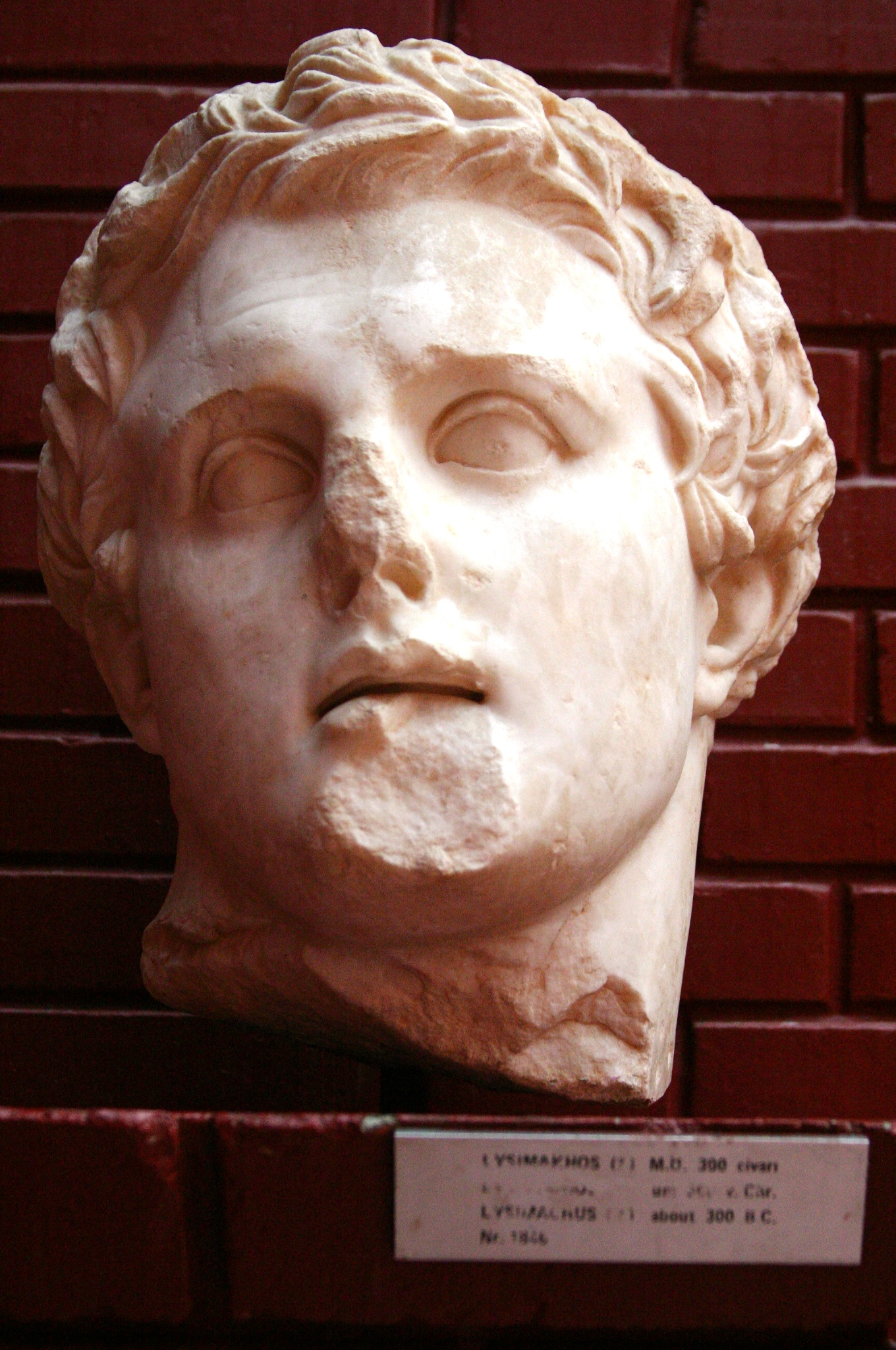
Lysimaque, marbre, musée d'Éphèse.

La défaite de Démétrios en 285 av. J.-C. marque l'apogée du règne de Lysimaque qui a déjà su profiter de la défaite d'Antigone le Borgne à Ipsos pour accroître sa puissance en s'emparant de l'Asie Mineure. Lysimaque occupe depuis 288 le nord la Macédoine et règne donc sur un territoire eurasiatique, avec pour capitale Lysimacheia, manifestant l'ambition de contrôler les Détroits.
Tant que le combat contre Démétrios se poursuit, Lysimaque ménage Pyrrhus qui possède la moitié sud de la Macédoine et qu'il utilise pour mener la lutte contre Antigone Gonatas, installé dans les possessions grecques de son père, Démétrios. Antigone Gonatas fait d'ailleurs mieux que résister puisqu'il s'empare de Démétrias et de la Thessalie, défend Le Pirée contre une attaque athénienne et est vainqueur de Sparte (vers 286-285). Une fois Démétrios complètement défait, Lysimaque, qui s'est assuré le soutien de la Ligue étolienne, conquiert la partie sud de la Macédoine et la Thessalie à l'encontre de Pyrrhus, d'autant plus facilement que celui-ci est abandonné par une large partie de ses troupes macédoniennes dont la fidélité va d'abord à Lysimaque. Antigone Gonatas conserve quant à lui les territoires au sud des Thermopyles.
Mais une tragédie domestique ruine la fin du règne de Lysimaque. En effet Ptolémée, malade, abdique vers 285 en faveur de son fils Ptolémée II né de Bérénice, sa seconde épouse. Il déshérite pour cela son fils aîné, Ptolémée Kéraunos, fils d'Eurydice, dont il craint la démesure. Celui-ci se réfugie alors à la cour de Lysimaque, auprès de sa sœur Lysandra qui a épousé Agathoclès, fils de Lysimaque et de Nikaia et héritier présomptif. Or la nouvelle épouse de Lysimaque, Arsinoé II, cherche à discréditer Agathoclès dans l'esprit de Lysimaque afin d'offrir la succession à ses propres fils. Convaincu que son fils complote contre lui (ce qui est faux), Lysimaque le fait assassiner en 282,. Cet assassinat ébranle l'armature du royaume, Agathoclès étant populaire contrairement à son père. Les cités d'Asie Mineure, qui ploient sous une lourde fiscalité, profitent de l'indignation suscitée par cet assassinat pour se révolter. Lysandra et Ptolémée Kéraunos, craignant pour leur vie, prennent alors la fuite à la cour de Séleucos et l'encouragent à entrer en guerre contre Lysimaque. À Pergame, le gouverneur de la cité, Philétairos, se révolte et livre sa forteresse et son trésor à Séleucos. La rencontre décisive entre Lysimaque et Séleucos a lieu à Couroupédion, près de Sardes en Lydie, probablement en février 281. Lysimaque est complètement défait et tué.

### Séleucos, le dernier des Diadoques

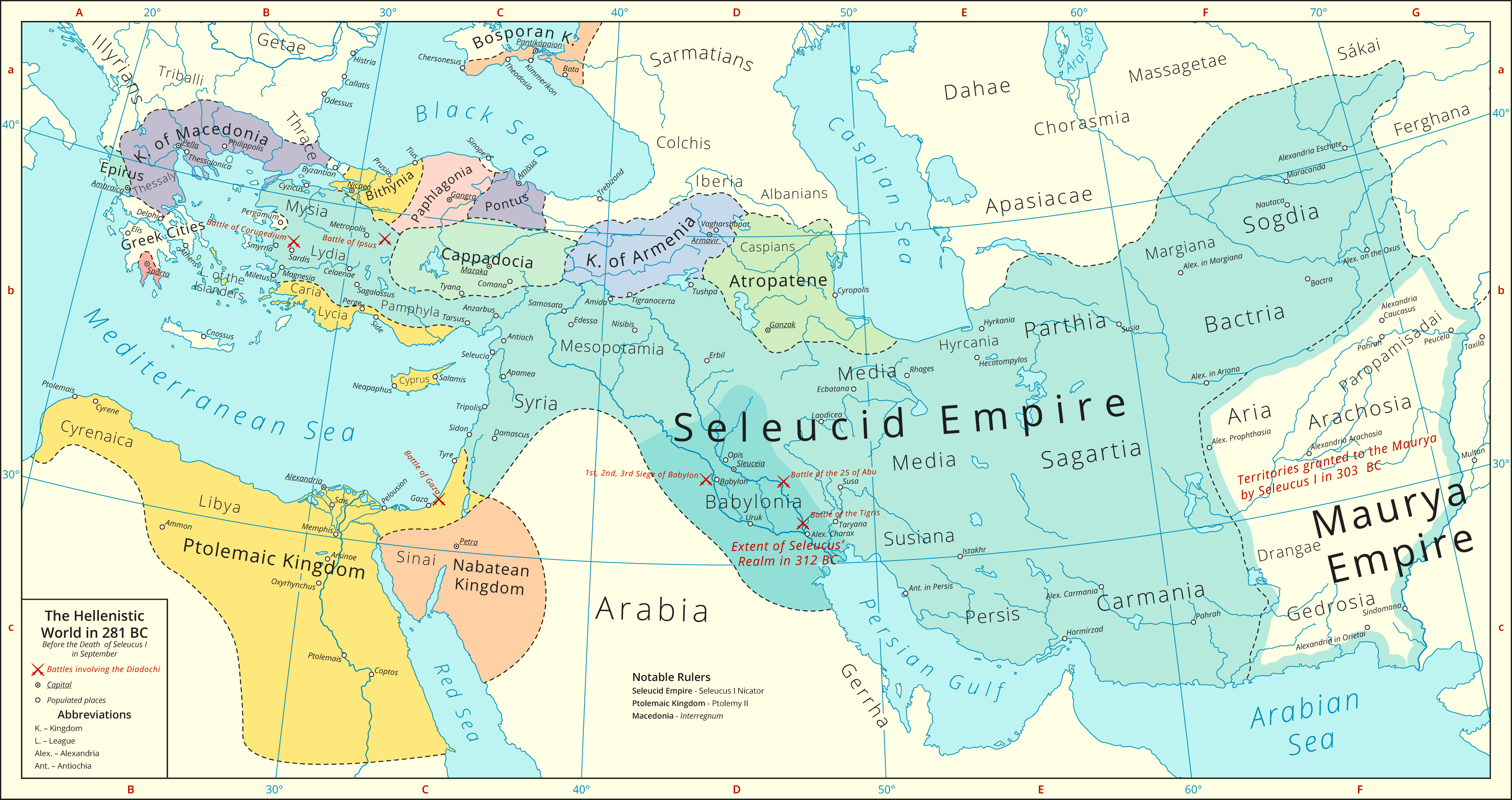
Le monde hellénistique en 281 av. J.-C.

La bataille de Couroupédion qui voit la mort de Lysimaque est généralement considérée comme la fin de la période des conflits entre Diadoques. De ceux-ci en effet ne reste en vie que Séleucos, Ptolémée étant mort en 283. À la fois maître de l'Asie et de l'Anatolie, Séleucos apparaît comme le grand vainqueur. Le trône de Macédoine est vacant et il y voit probablement l'occasion unique de restaurer l'unité de l'empire d'Alexandre, si l'on excepte l'Égypte. Cependant Séleucos oublie les promesses faites à Ptolémée Kéraunos. Ce dernier assassine de ses propres mains Séleucos à proximité de Lysimacheia à l'été 281 et parvient à se faire proclamer roi de Macédoine par l'armée. Pour autant, Séleucos a pris le temps de préparer sa succession en associant son fils Antiochos vers 294.
La mort du dernier des Diadoques voit disparaître la génération des officiers d'Alexandre. Elle marque aussi un tournant car, même si la stabilisation de la situation en Macédoine se fait un peu plus tardivement, les trois grandes puissances qui dominent l'époque hellénistique jusqu'à la conquête romaine, à savoir la Macédoine des Antigonides, le royaume des Séleucides et l'Égypte des Lagides sont constituées. Ce sont désormais les Épigones (Antiochos, Ptolémée II et Antigone II Gonatas) qui prennent le relais.